# Opfer (Religion)

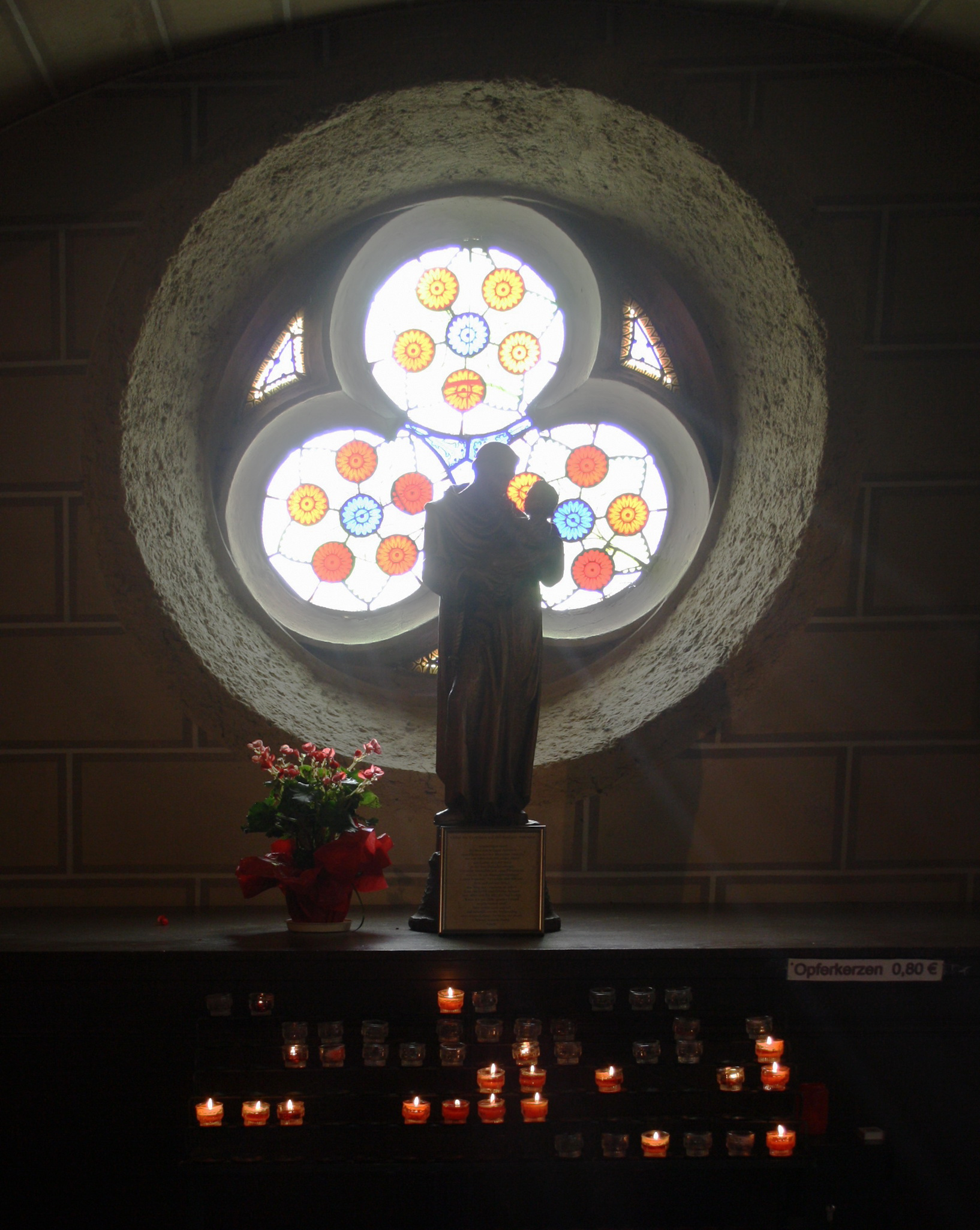
Opferkerzen in einer katholischen Kirche

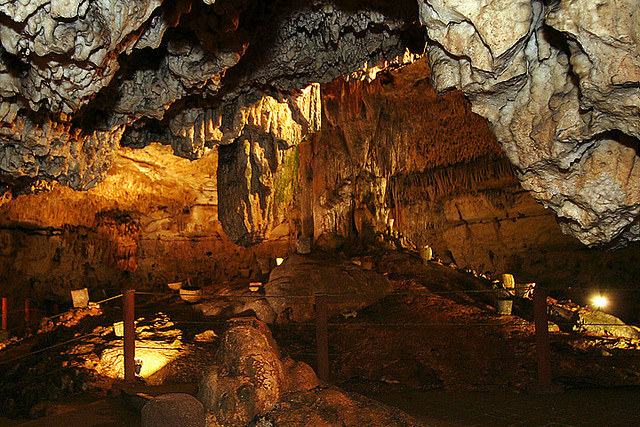
Opfergaben der Maya in der Höhle von Balancanché

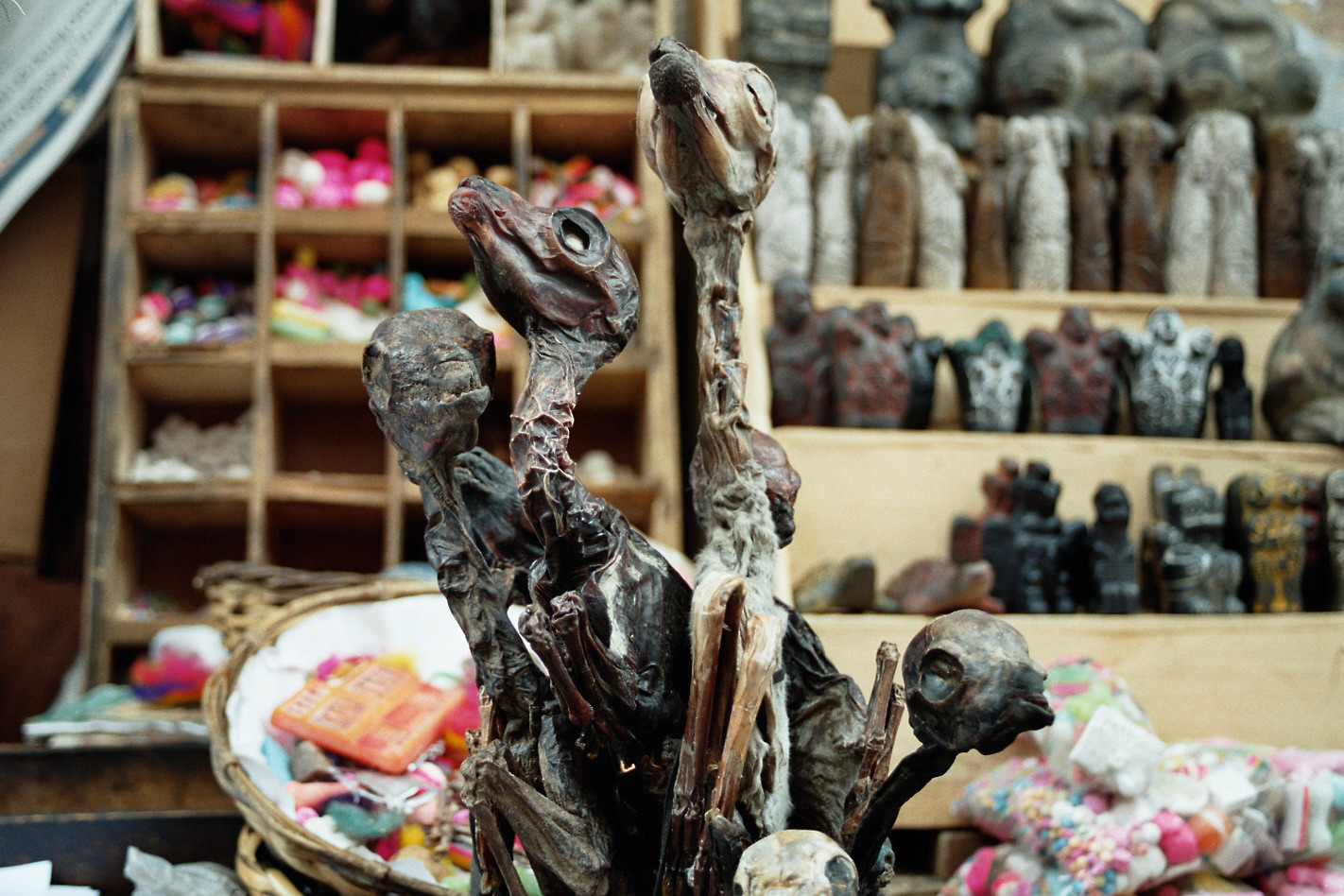
Opfergaben etwa für die Pachamama in La Paz: Lamaembryonen, Süßigkeiten und Tonfiguren

Ein Opfer ist in der Religion die Darbringung von materiellen Objekten belebter oder unbelebter Art an eine dem opfernden Menschen vorgestellte übergeordnete metaphysische Macht. Mit dieser Macht können je nach Vorstellung Ahnen, Geister oder Gottheiten ausgestattet sein.
Die Opferung ist ein Vorgang, der zumeist mit einem Ritual verbunden ist und mit einem besonderen Fest, das als „Opferfest“ elementarer Bestandteil einer Religion sein kann. Rituale spielen eine bedeutende Rolle im menschlichen Zusammenleben und sind anlageweise für jedes Kollektiv aufzufinden. Opferungsrituale stellen soziale Handlungen dar, mit denen Menschen oft bewusst und intentional auf ihre Umwelt einzuwirken suchen.
Religionswissenschaftlich lassen sich Opfer klassifizieren in „Sühneopfer“, „Bittopfer“, „Dankopfer“, „Reinigungsopfer“ und „Lobopfer“. Zu den historisch ältesten Opfern gehört auch das „Erstlings-“ und „Totenopfer“.
Beim Opfern von Tieren wird deren Fleisch und Blut nach den meisten Regeln bei einem kultgebundenen Mahl verzehrt. Je nach Brauch nimmt daran die gesamte Opfergemeinschaft teil oder stellvertretend der ihr voranstehende Opferleiter. Dies kann ein Priester, Schamane oder anderer Agent kultisch-religiöser Handlungen sein, dem eine Mittlerrolle zwischen den Menschen und der jeweiligen Gottheit zugesprochen wird. In Religionen, die Menschenopfer befürworten, gelten diese als die qualitativ höchste Form einer Opfergabe.
Das Objekt einer religiösen Opferhandlung ist begrifflich bzw. semantisch vom Objekt einer Tauschhandlung abzugrenzen.

## Etymologie
Das Nomen „Opfer“ ist eine Rückbildung aus dem Verb „opfern“. Dieses bereits im Althochdeutschen belegte Verb (opfarōn) wird auf das lateinische Verb operari („ausführen“, „verrichten“) oder zu lateinisch offerre („darbringen“, „schenken“) zurückgeführt, in der Bedeutung „der Gottheit dienen“, „Almosen geben“. Einfluss auf die Bedeutung hat dem Etymologischen Wörterbuch der deutschen Sprache (Kluge/Seebold) zufolge auch das lateinische offerre („darbieten“) ausgeübt, das über das Altsächsische zu englisch offer („Angebot“) wurde. Das Grimm’sche Wörterbuch hatte 1889 noch eine direkte Ableitung von offerre angenommen und sich dabei auf die Chronik des Johannes Aventinus gestützt.
Zusätzlich kann in der deutschen Sprache das Wort „Opfer“ in dreifacher Bedeutung genutzt werden. Es bezeichnet sowohl die Opferhandlung als auch das Objekt der Opferung sowie die Opfergabe.

## Einführung und Grundlagen
Grundlage von Religionen sind entsprechende (religiöse) Vorstellungsinhalte die im jeweiligen Glauben an bestimmte transzendente (überirdische, übernatürliche, übersinnliche) Kräfte ihren Ausdruck finden. Vorstellungen, die Allmächtiges und Übernatürliches integrieren, schaffen und festigen in religiöse Ritualen, so Voland (2010), menschliche Gemeinschaften, die über die Familie oder Sippe hinausgehen.
Rituale sind menschliche Handlungen und Handlungskomplexe. Dabei kann zwischen dem Ritual im engeren Sinne und möglichen routinisierten Alltagshandlungen oder Ritualisierungen unterschieden werden. Auch bei den Alltagshandlungen sind förmliche, repetitive, performative Handlungsmuster vorhanden, es fehlen aber bestimmte kulturelle Ordnungszeichen, die eine Überhöhung der Handlungen und Normativität ausmachten. Kulturelle Ordnungszeichen sind etwa (priesterliche) Herrschaftszeichen, Metaphern und Medien der Überlieferungen tradierter (religiöser) Vorstellungen auf deren überpersönliche Wertevorstellung im Ritual Bezug genommen wird. Rituale werden im Sinne des Symbolischen Interaktionismus primär als Handlungen gesehen, also als Formen des bewussten zielgerichteten (intentionalen) Einwirkens des Menschen auf seine Umwelt. Rituale und hierzu zählen auch die Opferrituale werden in einer förmlichen, stilisierten, teils stereotypen Performanz ausgeführt. Damit bestehen Opferrituale aus überwiegend wiederholten und nachahmbaren Handlungen.
Religiöse Rituale sind die Kommunikationsmittel in einer Strategie des Zusammenhalts. Dabei gilt, je aufwendiger die Opfer für das einzelne Gruppenmitglied, desto fester und sicherer die Gemeinschaft. Rituelle Performanz sei nicht selten rigide, redundant, zwanghaft und auf unnütze Verhaltensziele hin ausgerichtet, da hier die synchronisierende, emotionale Gleichschaltung im religiösen Ritus, welche mit einer Ich-Entgrenzung einhergeht, die Funktion einer Stärkung der Lebensgemeinschaft der Gruppe habe. Tabus, Zeremonien schützten dabei die Gruppe und ihre Außengrenzen.
Nach Heinsohn (2012) begründeten Überlebende globaler Naturkatastrophen die Opferkulte, so sieht er Menschenopfer und Tötungsrituale als prägendes Element der bronzezeitlichen Hochkulturen, einer Epoche vom Ende des 3. Jahrtausend v. Chr. und dem Ende des 1. Jahrtausend v. Chr. Das gälte nicht nur in Mesopotamien, Kleinasien, dem Mittelmeerraum, Nordafrika und Europa, sondern auch für Zentralasien, Indien und China.
Nach Seiwert (1998) lässt sich das Opfer in einem engeren und einem weiteren Sinne definieren:
- Opfer als ritueller Akt, i. e. S. wäre eine religiöse Handlung, die in der rituellen Entäußerung eines materiellen Objektes bestünde.
  - Religiöse Handlung steht hier in einem Gegensatz zu profanen Handlungen;
  - materielle Objekte können Lebewesen (Tier, Mensch, Pflanzen) und auch unbelebte Objekte (Nahrungsmittel, Gebrauchsgegenstände usw.) sein;
  - Akt des Entäußerns bedeutet, dass das Objekt, das Opfer, zunächst in der Einflusssphäre oder Verfügungsgewalt des Akteurs, des Opferers ist, um dann aus dessen Verfügungsgewalt entlassen zu werden; dies kann ganz oder teilweise, endgültig oder zeitweise sein;
  - ritueller Charakter des Entäußerns impliziert einen stilisierten Handlungsablauf, in welchem der Akt symbolische Bedeutung hat. Welche symbolische Bedeutung dieser einnimmt, kann nur aus dem Kontext des rituellen Gesamtkomplexes und den damit verbundenen Vorstellungen ermittelt werden.
- Opfer als ritueller Komplex, i. w. S. ist ein Komplex ritueller Handlungsabläufe, in dem mindestens ein Akt der rituellen Entäußerung eines materiellen Objektes vorkommt und darin eine mehr oder weniger zentrale Stellung bezieht.

Bestimmte Religionen kannten die Opferung von Früchten, die wie das geschlachtete Tieropfer verbrannt oder ganz oder teilweise gegessen wurden, zuweilen auch in den Besitz der Priesterschaft übergingen. Beim „Trankopfer“ werden Getränke, insbesondere Wasser, Wein und Öl, in oder vor Gräbern oder Tempeln abgestellt oder am Kultplatz vergossen. Das Opfer wird manchmal geschwungen („Schwingopfer“) oder auch emporgehoben („Hebopfer“), um es vor Gott sichtbar zu machen. Darüber hinaus gibt es auch duftende Rauchopfer, bei denen wohlriechendes Räucherwerk wie Weihrauch und Myrrhe dargebracht wird.
Blutige Opfer sind bereits von den Jägern und Sammlern der Altsteinzeit bekannt, wo die Tiere zu ebener Erde abgelegt oder mit Steinen beschwert im Wasser versenkt wurden. Aus den Funden solcher Opferstätten lässt sich schließen, dass es zu dieser Zeit eine personalisierte Vorstellung einer jenseitigen Welt gegeben haben muss. Tieropfer wurden später vor allem von Wanderfeldbau treibenden Kulturen übernommen. Zur Opferpraxis antiker Kulturen zählte auch das Menschenopfer, in geschichtlicher Zeit meist von Kriegsgefangenen an den Kriegs-, Stammes- oder Nationalgott, teilweise auch das Opfern erstgeborener Kinder.
Geopfert wurde auch Edelmetalle, Hausrat, Waffen, Schmuck, Statuen, zum Beispiel durch Versenken in Flüssen, Seen, Sümpfen oder dem Meer oder durch Aufstellen bzw. Verbringen an Kultplätze (zum Beispiel auf heilige Haine oder Berge, in heilige Höhlen), in Tempel von Göttern oder an bzw. in Gräber von Ahnen. Nicht gemeint ist die Mitgabe von Teilen des Eigentums des Toten als Ausrüstung für das angenommene Leben nach dem Tod als sogenannte Grabbeigaben. Denn so behielt der Tote nach dem Verständnis der Angehörigen, was ihm persönlich im Tod gehört; er erhält kein Opfer von den Überlebenden, auch wenn es zusätzlich häufig zu Opferungen kam.
Opfer an Ahnen werden nicht nur dargebracht, um sich diese gewogen zu machen, sondern auch um sie im Jenseits zu versorgen oder zu befragen (Mantik).
Teilweise wurden auch Handlungen wie mühsame und weite Wallfahrten, die Errichtung eines Kultplatzes, zum Beispiel die Errichtung eines Opferaltars selbst, eines Tempels, einer Kapelle oder Kirche, die Errichtung eines Klosters, die Stiftung eines Kunstwerkes für einen solchen Platz, wie Bilder oder Statuen, als Opfer verstanden. Ein Mönch, ein Fürst oder König oder auch eine Gemeinde, ein Dorf oder eine Stadt zum Beispiel opfert einem Gott, indem eine Kirche errichtet wird, sei es durch körperliche Arbeit oder sei es durch Hingabe von Geld für diesen Zweck. Durch dieses Verhalten wurden Tempel oder Kirchen oft aufwändig errichtet, oft sehr reich ausgestattet mit prächtigen Kunstwerken und teuersten Materialien, wie Edelsteinen und Edelmetallen, und es wurden oft große Tempel- oder Kirchenschätze angehäuft.
Selten werden auch das bloße Selbstzufügen von Qualen und Schmerzen, wie das Zurücklegen von langen Strecken auf den Knien oder Geißelungen als Opfer verstanden.

### Theorieansätze
Die Geschichte der Theorien zum Begriff „Opfer“ lassen sich grob gliedern; das 19. Jahrhundert und frühe 20. Jahrhundert war geprägt durch evolutionistische Ansätze; die Frage nach den ursprünglichsten Formen des Opferns stand im Vordergrund, etwa zeitgleich wurde aber auch versucht, Typen von Opfern zu unterscheiden. An diesen theoretischen Überlegungen schlossen sich die Fragen nach der Struktur des Opferrituals und der damit ausgedrückten Symbolik an.
Seiwert arbeitete fünf Aspekte der klassischen Opfertheorie heraus:
- das Opfer als Geschenk oder Gabe an eine Gottheit, hierdurch wird eine Beziehung der Abhängigkeit und wechselseitigen Verpflichtung zwischen Mensch und Gottheit konstruiert (Vertreter: Edward Burnett Tylor, Marcel Mauss)
- das Opfer als ritueller Vollzug der Gemeinschaft von Mensch und Gottheit; dokumentiere sich in der Kommensalität und dem Opfermahl (Vertreter: William Robertson Smith)
- das Opfer als rituelle Form der Kommunikation zwischen der Sphäre des sakralen und der Welt des profanen, wobei das Opfer als Medium des Kontaktes zwischen beiden dient (Vertreter: Henri Hubert und Marcel Mauss)
- das Opfer als rituelles Mittel um den Kreislauf der unpersönlichen Lebenskraft sicherzustellen (Vertreter: Gerardus van der Leeuw und Marcel Mauss)
- das Opfer als rituelle Anerkennung der Macht Gottes über das Leben und der Abhängigkeit des Menschen (Vertreter: Wilhelm Schmidt).[17]

Für Tylor (1871) und Frazer (1890) stand das „Wort“, der Mythos als narrativer kosmologischer Gestalter der Welt, womit dem Ritual die Bedeutung der sinnlichen Ausführung und der dramatischen Darstellung des Erzählten im Kultus zufallen sollte.
Stand hingegen die „Tat“, das Ritual am Anfang, so sollte der Mythos den Handlungsprozess mit exegetischer Erklärung und dogmatischer Auslegung verbinden, so Smith (1889)
Im Opfer versucht der Mensch Beziehungen zu außer- oder übermenschlichen Wesen aufzunehmen, um diese zu beeinflussen, sei es, um auf ein vermutetes Einwirken dieser Wesen in den menschlichen Bereich zu reagieren, oder um ein gewünschtes Einwirken hervorzurufen (Theurgie). Opferhandlungen finden sich bei fast allen Kulturen der Menschheit.
Weitreichende Forschungen zur Theorie des Opfers wurden vom englischen Anthropologen Tylor in seinem Werk Primitive Culture von 1871 und von den französischen Soziologen durchgeführt. In ihren Essais sur la nature et la fonction du sacrifice (1898–1899) erarbeiteten sie unter anderem die vier Grundelemente des Opfers:
- der Opferer
- das Opfer
- der Adressat des Opfers und
- der Opferherr, für den und auf dessen Rechnung das Opfer vollzogen wird.

René Girard (1972) entwickelte in seinen Überlegungen zur mimetischen Theorie, die einen Zusammenhang zwischen Nachahmung und Gewalt herstellt, auch eine Theorie des Opfers. Die zentrale Annahme der mimetischen Theorie ist die Feststellung, dass menschliche Gesellschaften nur dann überleben können, wenn sie in der Lage sind, dem Ausbreiten der Gewalt innerhalb der Gruppe erfolgreich entgegenzuwirken. Ursache zwischenmenschlicher Konflikte ist das Nachahmungsverhalten von Menschen, die in engem Kontakt miteinander leben: Dieses Verhalten stiftet Rivalität, Neid und Eifersucht, ist ansteckend, wird von allen Mitgliedern der Gruppe mitgetragen und führt zu raschen Gewalteskalationen, in denen das ursprüngliche Objekt keine Rolle mehr spielt: sie werden lediglich durch das Imitieren des Anderen in Gang gehalten.
So ginge die Entwicklung des religiösen Denkens in den früheren archaischen Gesellschaften mit einer Abarbeitung von Normen einher, die das Ausbreiten der Gewalt innerhalb der Gruppe verhinderten oder steuerten. Für archaische Gesellschaften ist das Bewusstsein, dass Mimesis und Gewalt dasselbe Phänomen sind, von zentraler Bedeutung. Gewalt wird verhindert, indem man die mimetische Verdoppelung/Spiegelung zwischen Individuen derselben Gruppe verbietet. Verbote, die von archaischen Religionen aufgestellt werden, sind aus dieser Perspektive zu deuten und sind umso aufschlussreicher, je absurder sie uns erscheinen (etwa das Verbieten von Zwillingen, Spiegeln usw.).
Girard postulierte die Existenz einer fundierenden Erfahrung, dass die Gewaltspirale durch die Opferung eines Sündenbocks, in einem Sündenbockmechanismus, auch direkt als „Opfermechanismus“ (französisch mécanisme victimaire) bezeichnet, unterbrochen würde. Hat die mimetische Gewalt in einer Gruppe einen Punkt erreicht, in dem alle die Gewalt aller nachahmen und das Objekt, das die Rivalität ausgelöst hat, „vergessen“ ist, so stelle das Auftreten eines einmütig als schuldig empfundenen Individuums eine einheitsstiftende Polarisierung der Gewalt dar: Die Tötung oder Ausstoßung des „Schuldigen“ reinige die Gruppe von der Gewaltseuche, weil diese letzte – gemeinsam vollbrachte – Gewaltanwendung keinen mimetischen Vorgang (Rache) mit sich brächte. Da auch das Objekt, das die Krise ausgelöst hat, vergessen sei, ist die Reinigung durch diese Opferung vollständig. Insofern die Auswahl des Sündenbocks eine mutwillige oder auch zufällige ist, ist der Sündenbock austauschbar: Seine Bedeutung für die Gruppe bestünde in der durch ihn wiederhergestellten Einmütigkeit. Gleichzeitig ist aber der ermordete/ausgestoßene Sündenbock in seiner heilbringenden Abwesenheit einzigartig und unaustauschbar.
Dieses Geschehen ist mit seiner „wunderbaren“ Wirkung die Offenbarung des Heiligen, das das Überleben der Gruppe ermöglicht: Die dem Opfer nach seiner Tötung dargebrachte Verehrung kommt der Erfindung der Göttlichkeit gleich, und die Wiederholung des Sündenbockvorgangs ist die rituelle Vergegenwärtigung des Heiligen zusammen mit dessen Ausstoßung aus der menschlichen Gesellschaft.
Besondere Beachtung verdient die Tatsache, dass die Wiederholbarkeit des Vorgangs und die Austauschbarkeit des Opfers – das, was einen Kult ermöglicht, – in der a-priori-Bösartigkeit des Sündenbocks, also in seiner Unschuld, gründen.
Die Gesamtheit der Gebote und Regeln, die das Wiederholen dieses Vorgangs fördern und seinen Ausgang überwachen, machen den eigentlichen Bestand an Riten und positiven Verhaltensnormen jeder archaischen Gesellschaft aus.
Nach Michaels (1998 und 1997) können Ritualhandlungen durch fünf Kategorien von Alltagshandlungen unterschieden werden:
- Ursächliche Veränderungen, causa transitionis
- Förmlicher Beschluss, solemnis intentio
- Formale Handlungskriterien, actiones formaliter ritorum, Förmlichkeit (Repetivität), Öffentlichkeit, Unwiderrufbarkeit, Limininalität
- Modale Handlungskriterien, actiones modaliter ritorum, subjektive Wirkung, impressio, Vergemeinschaftung, societas, Transzendenz, religio
- Veränderungen von Identität, Rolle, Status, Kompetenz, novae clasificationes, transitio vitae.

Zunächst steht jedes Ritual in Verbindung zu einer Veränderung; es wird im Rahmen einer Grenzüberschreitung ausgeführt. Dennoch ist nicht jeder Wechsel ein Ritual, da sich ritualisierte Veränderungen in der Regel durch den Übergang zwischen verschiedenen Dichotomien wie alt – neu, unrein – rein auszeichnen. Außerdem muss ein förmlicher Beschluss gegeben sein, der etwa durch einen Spruch, Eid oder Schwur gekennzeichnet wird. Rituale sind folglich niemals willkürlich und spontan, sondern werden immer bewusst und mit Absicht, also intentional ausgeführt. Die dritte Komponente von Ritualen ist die Erfüllung formaler Handlungskriterien. Damit sind Ritualhandlungen stereotyp, förmlich, repetitiv, öffentlich, unwiderrufbar und oft auch liminal. Weiterhin zeichnen sie sich auch durch modale Handlungskriterien aus: Rituale sind immer auf die Gemeinschaft bezogen, sie repräsentieren diese also. Außerdem bezieht ein Ritual sich auf etwas Transzendentales und hat auf jeden Teilnehmer eine ganz subjektive Wirkung. Das letzte Kriterium nach Michaels ist die „Veränderung von Identität, Rolle, Status und Kompetenz“, die durch Rituale notwendigerweise herbeigeführt wird. Falls eine der genannten Komponenten nicht gegeben ist, handelt es sich also nicht um ein Ritual.
Für Carl Heinz Ratschow (1986) ist Opfer zutiefst immer Selbstopfer. Es geht um die kultisch vollzogene Tötung des Menschen. Es vollzieht sich nach der Logik, nach der nur durch das Sterben das Leben wach bleibt. Es geht um den Weg, sich selbst los zu werden.

## Vor- und frühgeschichtliche Opfer
Die spärliche archäologische Fundlage der vor- und frühgeschichtlichen Zeit erlaubt keine näheren Aussagen über Glaubensinhalte in den unterschiedlichen Ethnien und den historischen Perioden und Epochen. In dieser Zeit sind immer wieder Deponierungen zu beobachten, die als Gaben für Gottheiten oder auch als deponierte Jenseitsausstattungen für Verstorbene zu verstehen sind. Als Opfer sieht man insbesondere solche Deponierungen an, die offenbar unwiderrufbar niedergelegt wurden.

## Opfer bei keltischen und germanischen Stämmen

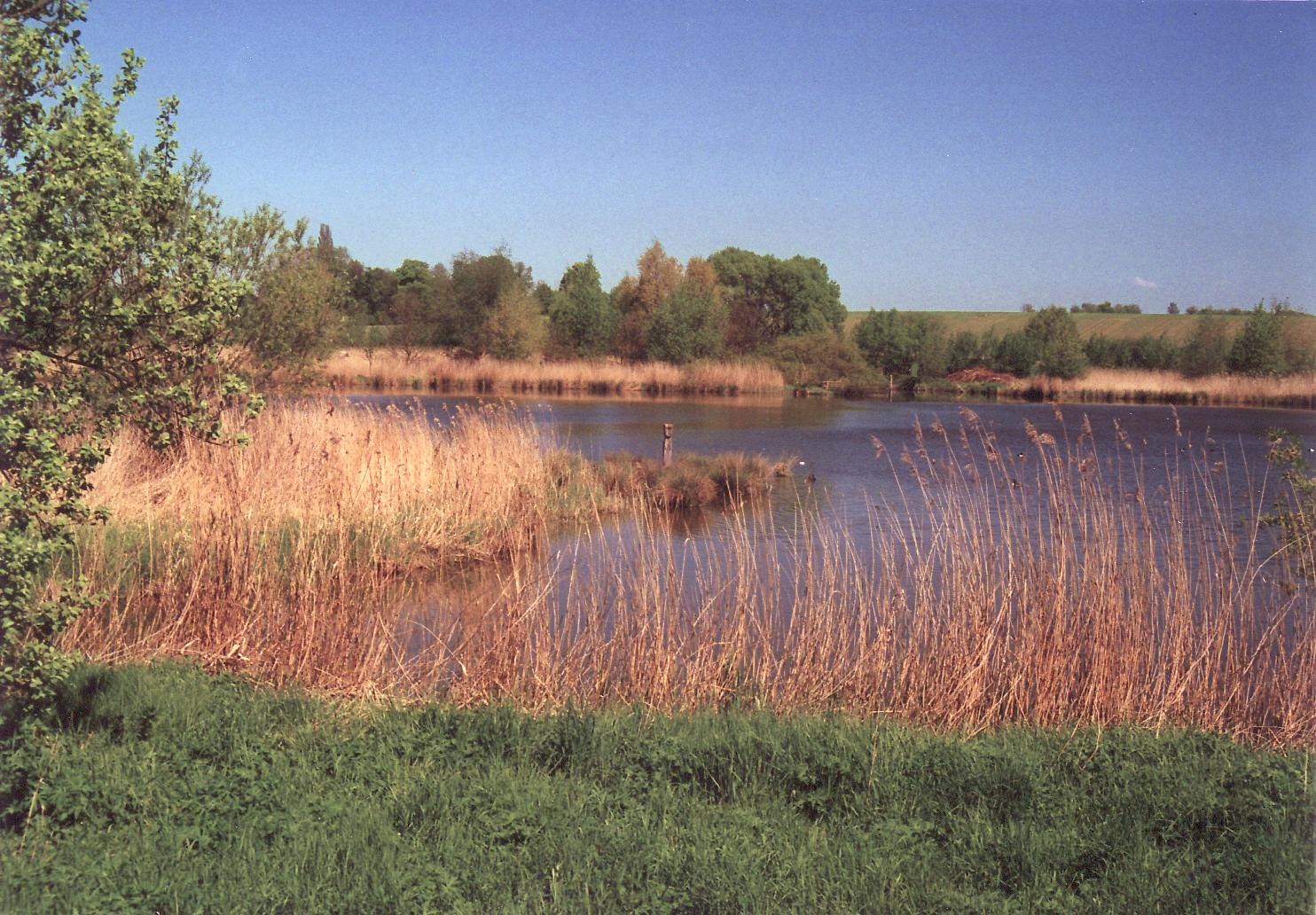
Das Opfermoor bei Niederdorla mit stilisierter Göttergestalt

Archäologische Funde wie auch philologische Zeugnisse ergeben das Bild einer polytheistischen Anschauung bei den keltischen Stämmen mit zahlreichen lokalen und regionalen, aber auch einigen überregional verbreiteten keltischen Gottheiten. Überliefert sind die Namen der Gottheiten festlandkeltischer Kulturen durch Inschriften und die Werke antiker griechischer und römischer Autoren. Die religiöse Praxis der Kelten umfasst insgesamt den heiligen Ort, die heilige Zeit, die kultischen und magischen Verrichtungen – Opfer, Gebet und Mantik (Weissagung) –, den Kopfkult, das Sterben und das Totengedenken, das Kultpersonal und die diesem Brauchtum zugrundeliegenden Vorstellungen. Sie ist durch Berichte antiker Autoren und vor allem durch die große Zahl von archäologischen Funden etwas besser belegt als die keltische Götterwelt und die keltische Mythologie. Da jedoch aus Fundstücken und wesentlich später verfassten Texten Glaubensinhalte und dazugehörende Rituale nur unsicher bis gar nicht erschlossen werden können, ist die keltische Religion ebenfalls nur unvollständig rekonstruierbar. Verschiedene keltische Götter verlangten verschiedene Opfer. Die Opfer für Esus wurden erhängt, die für Taranis verbrannt, und die für Teutates ertränkt. Kelten wie Germanen wählten mitunter ein Moor als Ort der Opferung. Beispiele dafür sind Moorleichen wie der Lindow-Mann in Großbritannien oder der Grauballe-Mann in Dänemark. Bei ersterem wird freiwillige Annahme der Opferung vermutet. In der irischen Mythologie gibt es Hinweise darauf, dass die Tötung eines Einzelnen auf mehrfache Weise diesen Regeln entsprechen konnte.

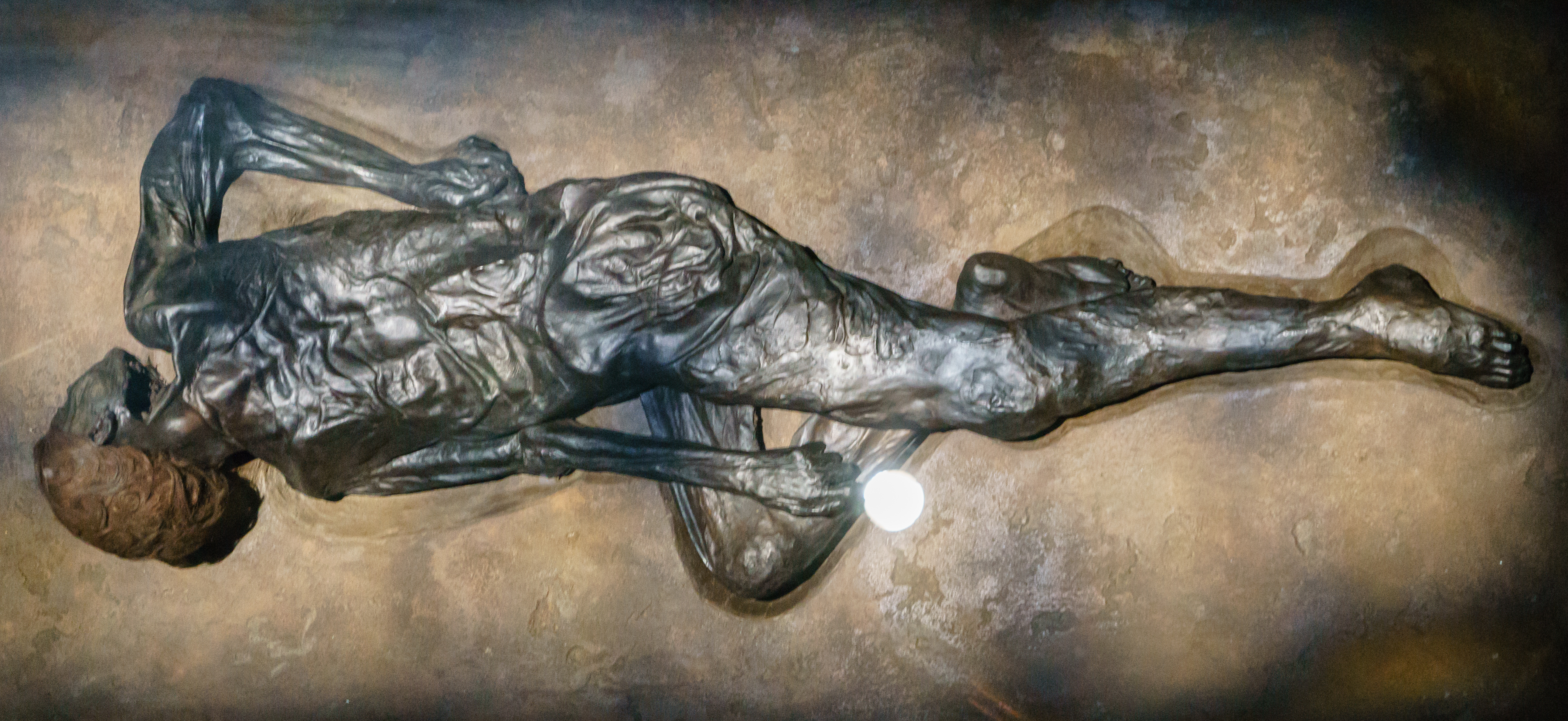
Grauballe-Mann aus Dänemark der wahrscheinlich in einem sakralen „Overkill“ starb.

Das „Opfer“ wurde von den Germanen an Naturheiligtümern und personifizierten Gottheiten wie auch sogenannten Pfahlgötzen dargebracht. Es war elementarer Bestandteil im religiösen Kult der jeweiligen sozialen Gemeinschaft.
Der besondere Begriff für die Opferhandlung lautet germ. *blætan „opfern“ und ist eine Abform aus germ. *blæstra-, *blæstram „Opfer“. In altnordischer Variation lautet der Begriff blót (Varianten in der gotischen, der altenglischen, und althochdeutschen Sprache) mit der Bedeutung von „stärken“, „anschwellen“ – eine sprachliche Verbindung zum Begriff Blut und im übertragenen Sinn zu einem blutigen Opfer besteht nicht. Weitere semantische Begriffe für Opfer stehen mit unterschiedlichen Kult- und Opferpraktiken in Zusammenhang. Im wesentlichen Sinn war das Opfer von der Bestimmung her als Bitt- und Dankopfer gestaltet nach dem Prinzip do ut des – „ich gebe damit du (Gottheit) gibst“. Geopfert wurde individuell im privaten Kult, aber auch gemeinschaftlich organisiert, dann auch zu Festen unterjährigen Anlässen wie im Frühjahr, im Mittsommer oder zum Herbst und Mittwinter.

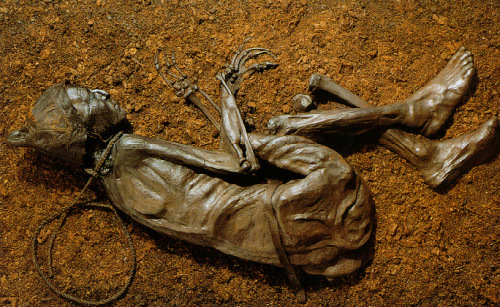
Tollund-Mann der eines gewaltsamen Todes starb und möglicherweise im Rahmen eines Opferrituals getötet wurde.

Örtlichkeiten für die Opferhandlungen waren seit der vorhistorischen Zeit, der römischen Kaiserzeit neben Baumheiligtümern oder Hainen, besonders Landmarken im feuchten Gelände- und Bodenkontext von Mooren (Opfermoor), Seen, Quellen oder Fließgewässern. Namentlich archäologische Fundstätten in Deutschland und Dänemark geben einen umfangreichen Einblick in die Kult- und Opferpraxis.
Beim Opfer, das konkret einer Gottheit bestimmt war, wurde zum einen das Idol (wenn archäologisch lokal bestätigt) symbolisch „gespeist“, zum anderen hatte durch den Verzehr des Opfermahls – bestehend aus den zuvor geopferten und anschließend gegarten Tieren – die Opfergemeinschaft Anteil. Bezeichnenderweise ist die Bezeichnung des Opfertieres germ. *saudi-, *saudiz, *sauþi-, *sauþiz in neuhochdeutscher Wiedergabe: das Opfer in übertragener Form, und als Gattungsname des gemeinen Hausschafs, sowie in der Erweiterung und eigentlichen Wurzel „Gesottenes“. Eine weitere begriffliche Kategorie ist das Nomen germ. *tibra-, *tibram, *tifra-, *tifram für nhd. Opfertier, Opfer. Die Ableitung Geziefer, beziehungsweise Ungeziefer aus der althochdeutschen Zwischenstufe unterscheidet von der Grundbedeutung her Tiere in die fürs Opfer geeigneten oder ungeeigneten. Die heidnische Opfertätigkeit war daher ein Schwerpunkt der karolingischen Mission im Niederdeutschland des 8. bis 9. Jahrhunderts und spiegelt sich in kirchlichen Verbotsschriften wider (Indiculien).
Weitere signifikante Opfergaben sind Waffen und andere militärische Ausrüstung (vermutlich von besiegten Feinden), diese wurden bei den Orten ebenfalls dargebracht. Auffällig ist, dass geopferte Waffen zuvor unbrauchbar gemacht wurden. Teilweise sind diese Gegenstände von hohem materiellen wie ideellen Wert (Schwerter, aber auch Schmuck, Fibeln), wodurch der kultisch-rituelle Bezug ersichtlich ist (Brunnenopfer von Bad Pyrmont). Menschenopfer sind seit historischer Zeit schriftlich belegt, wie beispielsweise die Opferung eines Sklaven beim Nerthuskult, so beschrieben von Tacitus. Die archäologischen Fundauswertungen zeigen hingegen, dass Menschenopfer statistisch sehr selten praktiziert wurden.
Für die in Norddeutschland und Dänemark gefundenen Moorleichen, die oft mit Menschenopfern in Verbindung gebracht werden gilt: lediglich ein kleiner Teil der etwa 500 Funde weisen sicher auf einen kultischen Hintergrund hin. Im Zusammenhang mit Menschenopfern ist eine bedingte kultische Anthropophagie nachgewiesen, die auch die animistischen Züge der germanischen Religion anzeigen.

## Altorientalische Opferriten und Vorstellungswelt
Die altorientalischen Vorstellungen interpretierten die Welt als einen permanenten Konflikt zwischen Ordnung, gedacht als ‚Kosmos‘ und Unordnung dem ‚Chaos‘. Alle lebensfördernde Kräfte und Mächte, Ordnung, Wahrheit, Herrschaft, Regeln, Normen zeigten sich für den altorientalischen Menschen im Wiederkehrenden, in zeitlichen Strukturen, wie Jahreslauf, Gesundheit, Geburt und Tod in erwartbarem Rahmen. Interruptionen des Regelmäßigen stellten den Einbruch des Chaos dar. Sie zeigten sich in Himmelserscheinungen, wie einer Sonnen- und Mondfinsternis, in Erdbeben, Dürren, Wetterkatastrophen, Seuchen und Krankheiten. Ordnung zeigte sich, wenn die chaotischen Erscheinungen im Abstand zum bestehenden blieben und nicht auf die geordneten Strukturen ausgriffen. Der höchste Garant für eine geordnete Welt sei Gott bzw. die Götter. Obgleich auch die Erscheinungen des Chaos ihre Götter hätten, wären diese Gottheiten in ihrer Existenz die Voraussetzung dafür, dass die (ordnenden) Gottheiten sich erst im Stande versetzt sähen eine Ordnung überhaupt zu etablieren.
Eine göttliche Weltordnung ist vom Menschen erfahrbar und muss in ihren Konsequenzen von ihm umgesetzt werden. Hierzu sind Ritualspezialisten aufgerufen mit dem höchsten Gott bzw. Gottheiten in Kontakt zu treten, durch Rituale, Kulthandlungen, Gebeten und Opferungen zumeist in einem Haupttempel.
Der Zweck, den Menschen mit Opfern verfolgten, lässt sich im Gilgamesch-Epos nachvollziehen, das auf Keilschrifttäfelchen zu finden ist. Er ist erst als solches ab der zweiten Hälfte des 2. Jahrtausends v. Chr. belegt; der Titel „Derjenige, der die Tiefe sah“ (ša naqba īmuru). Eine vermutlich ältere Fassung des Epos war unter dem Titel „Derjenige, der alle anderen Könige übertraf“ (Šūtur eli šarrī) bereits seit altbabylonischer Zeit (1800 bis 1595 v. Chr., während der mittleren Bronzezeit) bekannt.

### Opfer im alten Mesopotamien

#### Sumerer und Assyrer
Die sumerische Religion kann als die erste verschriftliche Religion im Übergang der Kupferzeit zur frühen Bronzezeit in der Region Mesopotamien angesehen werden. Sie prägte die nachfolgenden Zeit- und Kulturepochen mit ihren im Umfeld liegenden Kulturen, so z. B. die Akkader, Assyrer und Babylonier.
Der Mythos wird so erzählt, dass die Götter den Unterwelt-, gelegentlich auch als Pestgott bezeichneten Namtar beauftragten die Menschen zu vernichten. Dieser begann, sie mit der Pest zu töten. Ein Gott aber, der Mitleid mit den Menschen hatte, nämlich Enki, verriet dem Priester Atraḫasis ein Ritual, mit dem die Seuche einzudämmen sei. Die Menschen sollten nur noch den Pestgott Namtar verehren und allein ihm opfern, bis er, überschüttet mit Opfern, von seinem tödlichen Tun abließe. Dank der Opfer fühlte sich der Pestgott geschmeichelt und ließ von seinem Wüten ab, und die Menschen vermehren sich weiter. Nun beschlossen die Götter, dass der Regengott Adad es nicht mehr regnen lassen und die Korngöttin Nisaba kein Korn mehr wachsen lassen solle. Wieder verriet der Gott Enki dem Atrachasis das rituelle Gegenrezept: Nun verehrten und opferten die Menschen allein Adad und Nisaba, und zwar, bis Regen fiel und die Vegetation wieder auflebte (siehe auch das Atraḫasis-Epos).

#### Babylonier
Für den aus Enki, dem sumerischen Gott der Weisheit, hervorgegangenen babylonischen Gott Ea opferte eine besondere, kalu genannte Priesterschaft einen schwarzen Stier, mit dessen Haut im Opferritual die heilige Trommel lilissu bespannt wurde.
Das altmesopotamischen Ritualexpertentum hatte sowohl seine Techniken, als auch die handelnden Akteure weit differenziert und entwickelt, um so die Zeichen der angekündigten Warnungen und Botschaften zu deuten. Dabei kann zwischen Ritualexperten, die die göttliche Botschaften direkt erhielten, und solchen, die Zeichen anhand standardisierter Interpretationen auslegten, unterschieden werden.
Zu den Akteuren der ersten Gruppe gehören Propheten  (akkadisch raggimu, ragintu), Ekstatiker (akkadisch  muḫḫû oder maḫḫû) und solche Mantiker, die etwa während eines Inkubationsrituals (Inkubation bzw. Enkoimesis) den Willen der Götter erträumten. Eine weitere, zweite Gruppe von Akteuren bildeten die Schriftkundigen (akkadisch ṭupšarru „Schreiber“, ummânu „Weiser“), die Ritualexperten für die Opfer- oder Eingeweideschau (akkadisch bārû „Seher“, eigentlich „derjenige, der inspiziert“) sowie die Experten für magische Handlungen (akkadisch āšipu „Beschwörungskunst“).

### Opfer im Judentum

#### Bedeutung
Der Begriff hebräisch קָרְבָּן qårbān ist ein Aktionsnomen, das sich vom Wurzelkonsonant hebräisch קרב qrb, deutsch ‚sich nähern‘ ableitet. Damit hatte die Opferung in der jüdischen Antike eine andere Konnotation, etwa im Vergleich zu den Opferungen des antiken Griechenlands oder des Römischen Imperiums oder auch im Umkreis der altorientalischen Religionen, denn das Opfer sollte eine Verbindung zu Gott herstellen, sich ihm annähern und war nicht als eine Gabe oder Geschenk an einen polytheistischen Gott gedacht.

#### Historische Entwicklungen
Das Opferwesen im Judentum findet eine starke Zäsur nach der Zerstörung des Herodianischen Tempels 70 n. Chr. Die bereits vor dem Jüdischen Krieg festzustellenden Bestrebungen, das religiöse Leben neu zu organisieren, wurden unter dem Eindruck der neuen Bedingungen umgesetzt. Es kam zur Ausbildung des rabbinischen Judentums, denn als Folge der Tempelzerstörung endete der Tieropferkult, und das Amt des Hohepriesters (auf hebräisch כהן גדול kohen gadol, deutsch ‚großer Priester‘, siehe Kohen), war damit seine Grundlage entzogen worden.

#### Biblischer Bezug
Seit Abraham seinen Sohn nicht opfern musste, gilt auch im Judentum, dass JHWH keine Menschenopfer will. Denn von Abraham berichtet das Alte Testament der Bibel, Gott habe zwar prinzipiell von ihm auch die Opferung des Sohnes Isaak verlangt (Menschenopfer sind aus Nachbarreligionen und dem Buch der Richter bekannt), jedoch den Ersatz durch Opfertier angeordnet.

#### Ausführung
Im Judentum wurden zur Zeit des zweiten Tempels die Tieropfer zentral im Tempel von Jerusalem vollzogen. Diese wurden durch Schlachtung dargebracht. Der Hauptakteur im jüdischen Opferkult war der Hohepriester. Er trug symbolische Gewänder und Insignien. Seine Hauptaufgabe war es, die täglichen Tieropfer darzubringen, auch durfte nur der Hohepriester einmal im Jahr am Jom Kippur das Allerheiligste betreten. Er besprengte die Bundeslade mit dem Blut von zwei Opfertieren, hierin begegnete Gott symbolisch seinem Volk Israel. Im 3. Buch Mose, hebräisch וַיִּקְרָא Wajikra, deutsch ‚Gott sucht das Gespräch‘ (Lev 1,3 ) wird über die Qualität der tierischen Opfermaterie berichtet: „Will er ein Brandopfer darbringen von Rindern, so opfere er ein männliches Tier, das ohne Fehler ist.“ Für die vegetabile Opfermaterie Lev 2,2O : „Und der Priester soll eine Handvoll nehmen von dem Mehl und Öl samt dem ganzen Weihrauch und es als Gedenkopfer in Rauch aufgehen lassen auf dem Altar als ein Feueropfer zum lieblichen Geruch für den Herrn.“ Dennoch präferierte JHWH nach 1 Mos 4,5  das Tieropfer, so gefiel JHWH Kains vegetabiles Opfer nicht. Im Ausdruck seiner Unzufriedenheit säte er durch seine Zurückweisung der Opfermaterie die erste Zwietracht unter den biblischen Menschen.
Einmal im Jahr fand ein Entsündigungsopfer für das Heiligtum selbst und die Priesterschaft statt: der Versöhnungstag (siehe dazu Wajikra (3. Buch Mose) Kapitel 16).
Ein Opferritual, wie durch die Schechita eines ausgewählten Tieres, war ein Ereignis, bei dem zwei Gruppen, allgemein der Zuschauer („Israeliten“) und die Akteure („Hohepriester“), miteinander in Interaktion traten. Dabei nahmen die Tempelbesucher in einer spezifischen Art und Weise an der Kulthandlung teil, indem ihre physische Präsenz, die Wahrnehmung, die Rezeption und spezifische Reaktion Einfluss auf das Erleben der Opferung hatten. So muss man vermuten, dass etwa die olfaktorische Wahrnehmung der verbrennenden Tierkadaver ebenso bedeutsam war wie das (schockierende) Arrangement des Tötens eines Tieres vor den Augen der Besucher.

#### Opferformen
Die unterschiedlichen Opferformen zeigen, dass das Verständnis des Opfers in der Tora vielschichtig war, es findet sich das Motiv der Speisung der Gottheit ebenso (Ex 25,23–30 , Ps 50,8–13 ) wie des Verzichts auf Wertvolles. Ein Opfer kann der Gottheit huldigen oder ihren Zorn stillen, es kann Dank oder Buße ausdrücken. Hinzu kommt bei Verspeisung des Opfertieres die Vorstellung einer heilvollen Mahlgemeinschaft zwischen Gott und den Opfernden.
Die Bedeutung des Räucherns bzw. der rituellen Rauchopfer bei den Juden zeigt sich bereits im hebräischen Wort (rûaḥ רוּחַ), das sich mit Geist, Wind, Atem bzw. Atem Gottes, aber auch mit Duft, Feuerluft oder Feuernebel übersetzen lässt. Duft und Rauch werden semantisch hier in einem engen Zusammenhang mit dem Göttlichen gesehen.
Zudem wird der Rauch von verbranntem Räucherwerk als Zeichen der Anwesenheit Gottes gedeutet. Er garantiert dessen Präsenz in seinem Heiligtum und ist zugleich Schutzmittel des Hohenpriesters vor der Gegenwart Gottes im Offenbarungszelt (Lev 16,12f. ), damit dieser nicht sterbe.
In der jüdischen Opfertheologie wird mit dem Verbrennen von Räucherwerk der Kontakt zu Gott hergestellt. Der Rauch des aufsteigenden Opfers verbindet oben und unten miteinander. Auf diese Weise wird die Verbindung von Gott und Mensch zeichenhaft sichtbar gemacht.
Eine Beschreibung der verschiedenen Opfer und ihrer Rituale und Gründe findet sich an verschiedenen Stellen in der Tora, vor allem aber in Wajikra (3. Mose 1–8 ).
In alttestamentlicher Zeit gab es fünf Opfergaben:
Die Tora (fünf Bücher Moses) kennt fünf Opferarten, die sich durch ihre Rituale und ihre Anlässe unterschieden.
- Olah (עלה) [übersetzt mit: Aufstiegsopfer, Ganzopfer, Brandopfer, Holocaust]
- Mincha (מנחה) [übersetzt mit: Speiseopfer, Getreideopfer]
- Sebach Schlamim (זבח שלמים) [übersetzt mit: Heilsopfer, Mahlopfer, Friedensopfer]
- Chattat (חטאת) [übersetzt mit: Sündopfer, Verfehlungsopfer, Reinigungsopfer]
- Ascham (אשם) [übersetzt mit: Schuldopfer]

Außerdem gab es die Möglichkeit zu freiwilligen Gaben an den Tempel aus Dank oder zur Erfüllung eines Gelübdes.

##### Olah(עלה) („Brandopfer“)
Die Olah (z. B. Ex 24,5) bestand aus der vollständigen Verbrennung (Brandopferaltar) eines Rindes, Schafes oder eines Widders, gelegentlich auch einer Taube (wenn jemand arm war). In Bemidbar (Num 28,3–8 ) wird das Ganzopfer von zwei Schafen – eines am Morgen und eines am späten Nachmittag – als tägliches Opfer geboten. An Festtagen soll ein zusätzliches Schaf geopfert werden, der Zeitpunkt des Opfers ist nicht festgelegt. Hierbei wurde nie eine Ziege geopfert, weil diese für das Chattat-Opfer reserviert ist.
Auch als sogenanntes Ganzopfer, kalîl (כָּלִיל) (Dtn 33,10 ). Man verbrannte das ganze Tier ohne Haut und unreinen Teilen auf dem Altar für die Gottheit. Damit wird die Macht Gottes anerkannt, (Gen 8,20 ). Opferbare Tiere waren Ziege, Schaf, Rind und Taube. In späterer Zeit werden Brandopfer als Tamid-Opfer (ein festgesetztes, ständiges Opfer) täglich morgens und abends vor dem Tempel dargebracht.

##### Mincha(מנחה) („Speiseopfer“)
Die Mincha ist die Darbringung eines Brotfladens aus Mehl, vermischt mit Öl und Weihrauch und Salz. Es dient vor allem zum Lebensunterhalt der Priester am Tempel. Die Juden in Israel partizipierten an einer im Alten Orient häufigen religiösen Vorstellung, dass die Gottheit mit Nahrung zu versorgen sei. Geopfert wurden (gesalzene) Brotfladen und Ölkuchen, die vom Priester in das Feuer gegeben werden, dazu als Trankopfer Wein und Wasser.

##### Sebach Schlamim(זבח שלמים) („Friedensopfer“, auch „Ganzopfer“)
Das Sebach Schlamim ist eine festliche Mahlzeit einer Personengruppe. Fett und Nieren des Tieres werden auf dem Altarherd verbrannt, der Rest zubereitet und von den Opfernden verzehrt. Es wird z. B. am Sinai in Ex 24,5 erwähnt.

##### Chattat(חטאת) („Sündopfer“)
Die Chattat dient zur Entsündigung nach einer versehentlichen Gebotsübertretung. Der Hohepriester nimmt eine Ziege, stemmt die Hände auf den Kopf der Ziege und überträgt die Sünde des Menschen auf die Ziege. Die Ziege wird geschlachtet und ihr Blut an den Altar und an den Vorhang im Tempel gesprengt. (Dieser Vorhang trennte das Allerheiligste mit der Bundeslade vom Heiligen, dem normalen Innenraum des Tempels.)
Sünd- und Schuldopfer (Lev 4–5,26 ) waren eher Riten zur Entsühnung als Opfer. Gott nahm dem Menschen die Sünde ab, indem diese auf das zu opfernde Tier übertragen wurde. Hiernach tötete man das Tier und versprengte sein Blut, die Überreste wurden außerhalb des Tempels verbrannt.

##### Ascham(אשם) („Schuldopfer“)
Das Ascham dient zur Entsündigung einer groben und vorsätzlichen Gebotsübertretung. Das Ritual ist ähnlich wie bei der Chattat. Hinzu kommt jedoch noch die Verpflichtung, dass der Opfernde den angerichteten Schaden ersetzen muss.

#### Rabbinisches Judentum
Die Rabbinen diskutierten nach der Zerstörung des Tempels von Jerusalem im Jahr 70 n. Chr. darüber, welche Handlungen nun an die Stelle der Tieropfer treten könnten. Sie kamen zu drei Ergebnissen:
- das Gebet (damit ist die Amida[55] gemeint)
- Erfüllung der Mitzwot
- das Studium der Tora

Untermauert von prophetischen Texten wie Hosea, Hos 14,3  oder Psalm, Ps 51,17–19  setzte sich schließlich rechtsgültig das Gebet als liturgische Opfer-Ersatzhandlung für die tägliche Olah durch. Im Judentum wurde das Gebet daher eine religiöse Pflicht, die wie das antike Opfer zu festgelegten Zeiten (morgens und nachmittags) mit einem festgelegten Bittenkanon erfüllt wird.
Schon das Alte Testament kennt auch geistige Opfer, so etwa in Psalm 51,19: Das Opfer, das Gott gefällt, ist ein zerknirschter Geist, ein zerbrochenes und zerschlagenes Herz wirst du, Gott, nicht verschmähen.
Die Propheten kritisierten zuweilen die scheinheilige Opferpraxis: „Ich habe Lust an der Liebe und nicht am Opfer“ (Hosea, Hos 6,6 ), oder Jes 1,11-17 . Sie forderten im Namen Gottes statt der Tieropfer, die Gott nicht brauche, Barmherzigkeit gegenüber sozial Benachteiligten wie Witwen und Waisen.

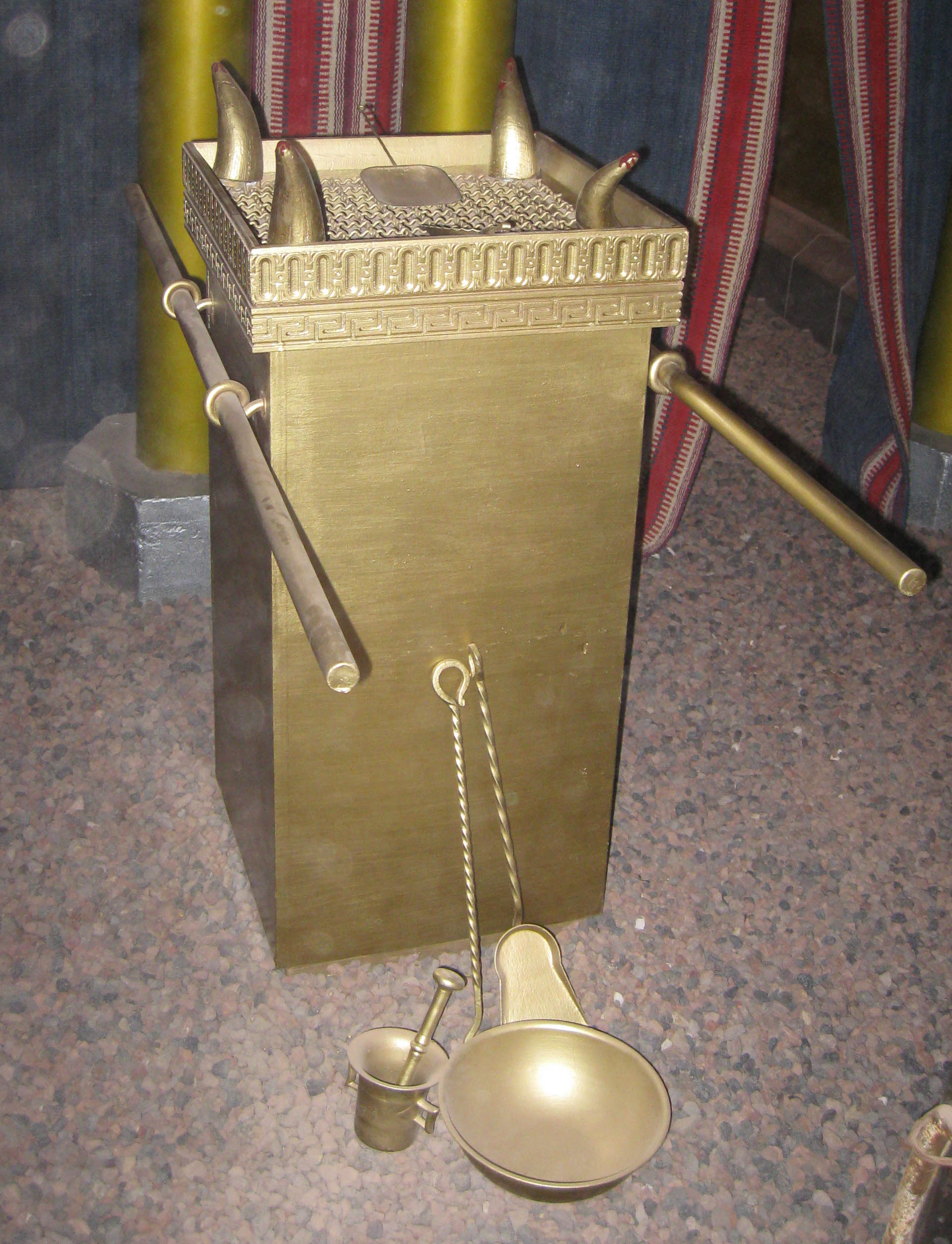
Nachbildung des Goldenen Räucheraltars, Timna, Israel

## Zoroastrische Kulte und Opferhandlungen
Bildliche Darstellungen von Göttern sind dem Zoroastrismus fremd. Im Feuertempel, in denen ein ständig brennendes Feuer (als heilige Flamme) gehütet wird, tritt ein Symbol der Gottheit Atar, auch Atash, Azar oder Avestan symbolisch in Erscheinung, er wird auch als „brennendes und nicht brennendes Feuer“ oder „sichtbares und unsichtbares Feuer“ beschrieben. Das Feuer wird als sichtbare Präsenz von Ahura Mazda und seiner Asha (Wahrheit, kosmische Ordnung) angesehen.
Das bedeutendste Ritual im Zoroastrismus ist das Yasna (avestisch „Anbetung, Opfer“). Es wird als „innere“ Zeremonie, d. h. in ritueller Reinheit am Altar eines Feuertempels vollbracht. Die Funktion der Yasna-Zeremonie besteht grob erläutert darin, die geordneten geistigen und materiellen Schöpfungen von Ahura Mazda gegen den Angriff der zerstörerischen Kräfte von Angra Mainyu zu stärken. Das Wort „Yasna“  ist mit dem vedischen und dem späteren Sanskritwort „yajna“ verwandt, im Gegensatz zu Sanskrit yajna, das sich auf eine Klasse von Ritualen bezieht, ist in Zoroastrismus „Yasna“ eine besondere Liturgie. Der Höhepunkt des Yasna-Rituals ist der Ab-Zohr, die Stärkung des Wassers. Es gliedert sich in zwei Schritte:
- Erster Schritt: es werden Vorbereitungen getroffen, unter anderem eine Weihe des Bereichs, in dem das Ritual stattfindet, und die Zubereitung der ersten Parahaoma-Mischung.
- Zweiter Schritt: die eigentliche Yasna-Zeremonie, eine aus dem Gedächtnis erfolgende Rezitierung der Liturgie, begleitet durch mehrere rituelle Handlungen, unter anderem die Zubereitung einer zweiten Parahaoma-Mischung. Der Höhepunkt und eigentlicher Zweck der Zeremonie sind die Ape-Zaothra (mittelpersisch und neupersisch: ab-zohr, wörtlich „Gabe/Geschenk an das Wasser“), die Stärkung des Wassers, die durch eine Mischung der zwei Parahaoma-Zubereitungen symbolisch vollbracht wird.

Die Texte der Yasnaliturgie sind in 72 Kapitel unterteilt, jedes Element der 72 Fäden des zoroastrischen Kusti – des heiligen Gürtels, der um die Taille getragen wird – repräsentiert eines der 72 Kapitel der Yasna.
Innerhalb der Priesterschaft gab es unterschiedliche Grade, so etwa den Magier, oder den Mobed, Ervad und Zaotar mit diesen Bezeichnungen wurden weitere Priesterfunktionen innerhalb der zoroastrischen Religion bestimmt.

## Opfer und -kultus im antiken Griechenland, Rom und mediterranen Raum

### Griechische Götter und Kultus
Die Namen einiger griechischer Götter waren bereits durch schriftliche Zeugnisse in Linearschrift B aus der Zeit um 1200 v. Chr. (siehe Späthelladikum) überliefert worden, aber die eigentliche griechische Götterwelt wurde erst durch die Dichter Homer und Hesiod literarisch ausgeformt. Die Erzählungen wurden aber nicht vor dem 8. Jahrhundert v. Chr. verschriftlich.
Nach dem dunklen Zeitalter im 9. Jahrhundert v. Chr. wirkte die griechische Religion unheimlich, ihre Götter gefährlich, grausam und despotisch. In der griechischen Götterwelt gab es keinen wohlwollenden Schöpfergott oder eine göttliche Ordnung im Anbetracht der Zeiten, sondern erbarmungslosen Hass und Streit, so standen etwa schon die zwei Urkräfte Chaos und Gaia im Zwist.
Typisch für die griechische Götterwelt und damit bestimmend für das Verhältnis der Götter zur Welt des zwischenmenschlichen Handelns ist, dass Zeus und die übrigen polytheistischen Götter die Ordnungsstrukturen der Welt garantierten, diese aber ebenso wie die Menschen selbst nicht schufen.
Die vorgestellte der Welt der antiken Griechen war nicht Ausdruck der göttlichen Schöpfungskraft und deren intendierten Gestaltung, sie war Wohnstätte der Götter und der Menschen. Götter und Menschen führten eine parallele Existenz in einem gemeinsamen Kosmos. Aber die Götter hatten gestalterisches Potential und waren den menschlichen Handlungsmöglichkeiten unendlich überlegen. Sie beherrschten die Kräfte in der Natur ebenso, wie sie mit ihrem Handeln tief in die Gesellschaft hineinwirken konnten. In dieser vorgestellten Asymmetrie und dem tiefen Gefühl der Abhängigkeit vom Wohlwollen der göttlichen Mächte. war es den Menschen ein Bedürfnis die Götter im Kult zu ehren. Die Zuwendung zu den Göttern war eine wichtige Voraussetzung für deren Wohlwollen.
Griechische Götter waren nicht für den Menschen verfügbar, es umgab sie ein Aspekt der Ferne. Sie zeigten ihre Anwesenheit durch Handlungen, Naturereignisse oder symbolische Zeichen, einzelnen Menschen konnte sie aber in Träumen oder psychischen Grenzzuständen erscheinen.
Die Fähigkeit der Götter in das menschliche Handeln hineinzuwirken, ließ ihre Verehrung zur fundamentalen Basis der menschlichen Existenz werden. das zentrale Ritual der griechischen Religion war das Opfer, es war das Medium um eine Beziehung zu den sakralen Mächten herzustellen. Dabei gab es zyklisch auftretende, also jährlich wiederkehrende Opferhandlungen und solche zu besonderen Anlässen und in Not- und Krisensituationen durchgeführt wurden.

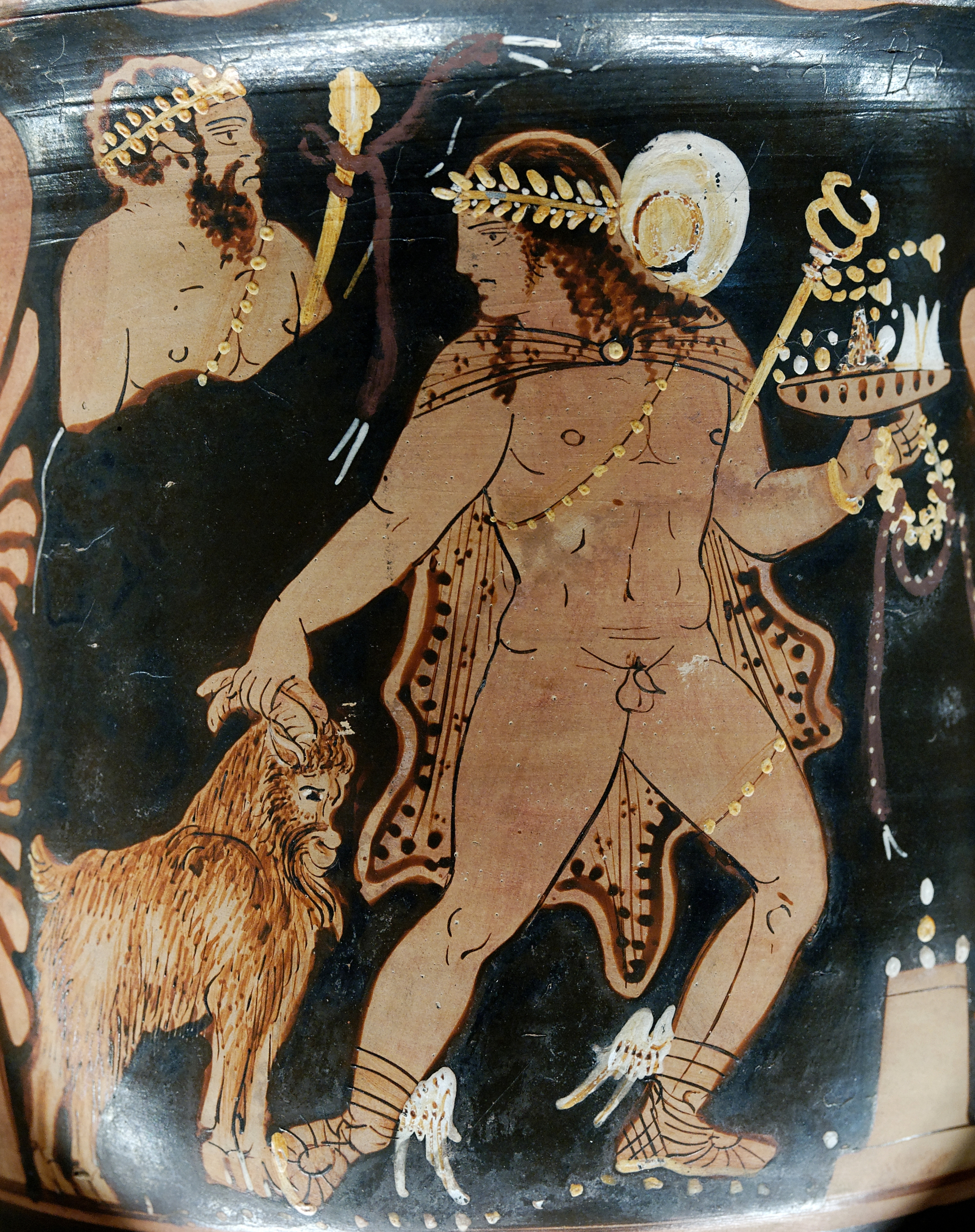
Darstellung: Hermes der eine Ziege zum Opfer führt. Malerei auf einem kampanischen rotfigurigen Vase, etwa 360 bis 350 v. Chr.

Bremmer (1996) sieht im Tieropfer den Kernpunkt im Ritual der antiken griechischen Religion. Eine Gottheit war eindringlich nur durch ein dargebrachtes, blutiges Opfer ehrbar. Hierbei war die Auswahl des richtigen Opfertieres von hoher Bedeutung. Es waren Haustiere wie Hausrinder und von ihnen wiederum die Stiere die, die geschätztesten Opfertiere darstellten. Aber auch andere Nutztiere, wie Schafe, Ziegen und Geflügel, fanden ihre Verwendung. Hingegen kamen Wildtiere als Opfertiere selten vor. Für einige Götter sah man offenbar bestimmte Tiere vor, so etwa für Hestia, Demeter und Dionysos denen traditionell Hausschweine geopfert wurden.
Die als unrein geltende Göttin Eileithyia oder auch der als grausam bestimmte Kriegsgott Ares oder der Hekate wurden hingegen Hunde geopfert. Hingegen brachte man Aphrodite oder Asklepios Vögel als Opfertiere dar. Dem Priapos wurden ausnahmsweise auch Fische geopfert. Die Farbe des Fells der Opfertiere hatte bei ihrer Auswahl ebenfalls eine symbolische Bedeutung, so wurden den Göttern der Unterwelt überwiegend dunkle, bzw. schwarze Tiere und olympische Götter Tiere mit hellerem Fell geopfert. Verbindliche Regularien zur Auswahl bestanden nicht, allgemein musste das Tier den Anforderungen der Reinheit entsprechen, so galt etwa ein Fleck im Fell als unrein. Fast immer war das Tieropfer mit einem anschließenden Festmahl verbunden, bei dem das Fleisch von der Opfergemeinschaft zur Gänze verzehrt werden musste, da es das Temenos (griechisch τέμενος temenos für Heiligtum) nicht verlassen durfte.
Wurden die geschlachteten Tiere zur Gänze verbrannt, so sprach man von Holokauston (altgriechisch ὁλόκαυστον holókauston, das wie das zugehörige Substantiv ὁλοκαύτωμα holokautoma von ὅλος holos, „ganz, vollständig“, und καῦσις kausis, „Brand, Verbrennung“, abgeleitet ist). Erstmals überliefert ist es bei dem griechischen Historiker Xenophon (ca. 426–355 v. Chr.) für ein Tieropfer.
Das Opfertier dient zur Reinigung des Einzelnen oder der auch ganzer Gemeinschaften. Als unrein galt, wer mit „Geburt“ oder „Tod“ in Berührung gekommen war oder wer selbst einen Menschen getötet hatte. Einem Kult oder dem Göttlichen durfte man sich nur gereinigt nähern.
Einige Begriffe aus den Opferkulten fanden in veränderter Form den Zugang zur griechischen Alltagssprache. So der Begriff der „Tragödie“ wie er im Theater der griechischen Antike verwendet wurde. Er entstammte dem „Bocksgesang“ bzw. „Gesang um den Bockspreis“ (altgriechisch τραγῳδία tragōdía). Hierbei handelte es sich um einen dionysischen Kult bzw. Ritual, bei welchem ein „Komos“ (κῶμος kōmos) veranstaltet wurde, ein festlicher Umzug oder eine Prozession mit Gesang, bei welchem einige Protagonisten mit Maske und Bocksfell (τράγος tragos) verkleidet waren. Sie sollten den Gott selbst oder die ihn begleitenden Satyrn darstellen.
So entwickelte sich die Form der Tragödie aus einem im Chor gesungenen Mythos, der Dichtung einer meist heldischen Vergangenheit. Die Chorpartien der erhaltenen Dramen sind Rudimente dieser Urform, der Dialog und die dargestellte Handlung spätere Entwicklungen, in historischer Sicht sekundär. Träger der Handlung im Drama war ursprünglich ein einziger Schauspieler, ein Sprecher, der mehrere Figuren repräsentieren konnte, indem er ihre Reden übernahm. Erst Aischylos führte einen zweiten Schauspieler ein. Das Chorlied entwickelte seine eigene Chorlyrik, es entstanden Spezialformen mit eigenen Bezeichnungen, Hymne, Paian, Dithyrambus, Epinikion, Epithalamium, und andere mehr.
In den antiken und spätantiken synkretistischen Mysterienkulte wurden vielfältige Formen von Opferritualen praktiziert.

### Römische Götter und Kultus

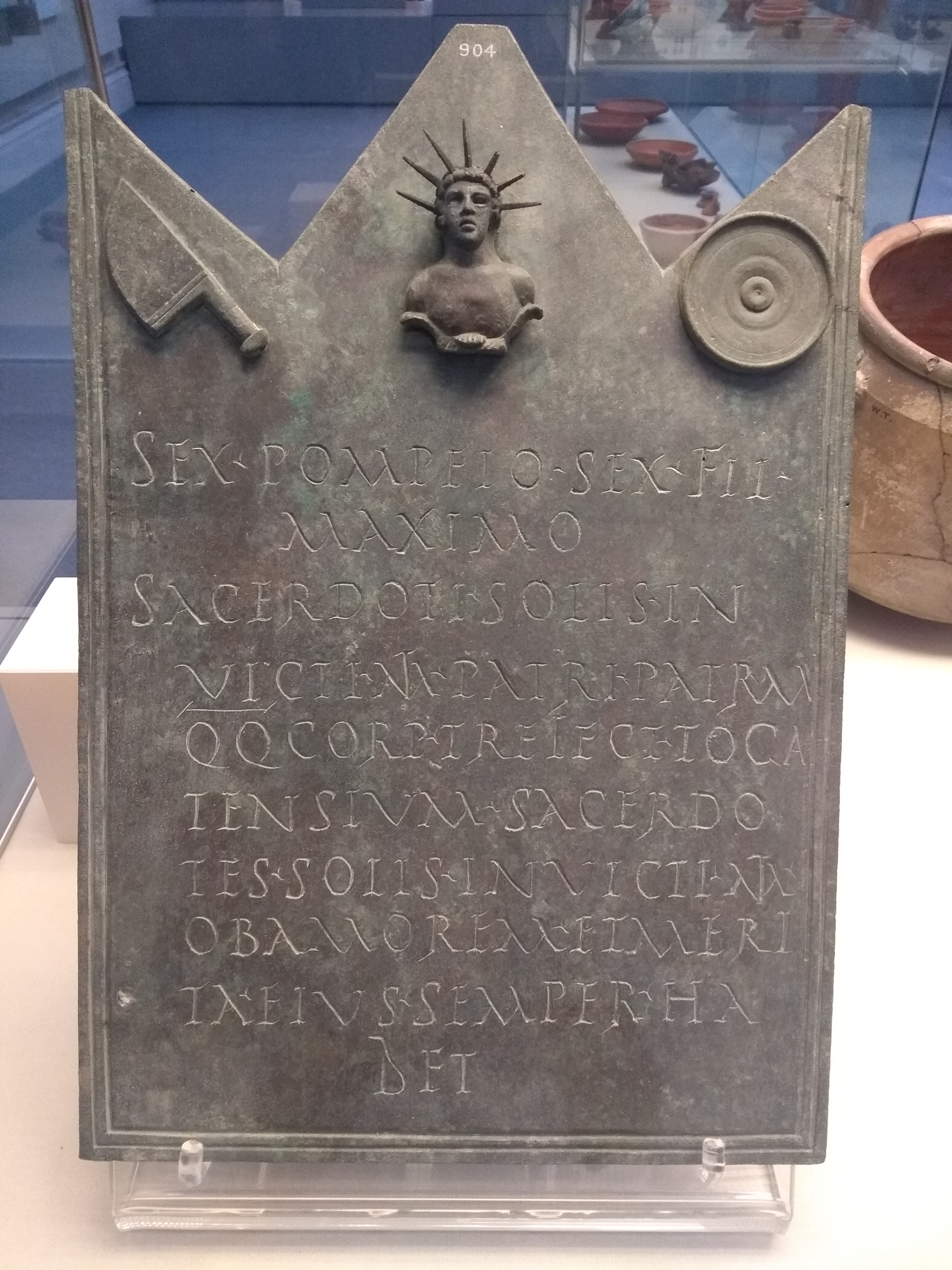
Bronzetafel mit Ehreninschrift für einen römischen Mithraspriester, die neben dem Porträt der Gottheit ein Opfermesser und eine Schale (patera) für das Trankopfer zeigt

Beard (2015) beschrieb die antike und spätantike römische Religion, als ein System, das keine einheitliche Glaubenslehre aufwies, auf keine verschriftlichen, heiligen Texte zurückgriff. Die Römer hätten gewusst, dass es Götter gab, aber sie hätten nicht an sie geglaubt in einem verinnerlichten Sinn. Auch gäbe es nicht das individuelle Seelenheil. Vielmehr konzentrierten sie sich vorrangig um die Ausführung von Ritualen. Rituale bildeten in Rom einen festen Bestandteil des öffentlichen, sozialen Lebens. Zwar erfuhren die Rituale immer wieder neue Sinnzuweisungen, doch das überaus strenge Festhalten an den überlieferten Riten war, als typische Eigenheit orthopraxer Religionen, auch ein Charakteristikum der römischen Religion und resultierte in einer kaum übersehbaren Fülle von Geboten und Verboten für alle Gebiete des Kultes. Bereits geringste Abweichungen vom überkommenen heiligen Verfahren zwangen zu dessen Wiederholung, um nicht den göttlichen Zorn herauszufordern. Die „römische Religion“ war eine staatstragende Tugend, ein Fundament der res publica.
Die vergleichende Religionswissenschaft unterscheidet orthopraxe von orthodoxen Religionen. Orthopraxe Religionen („es richtig machen“), zu der die römische Religion als polytheistische Volks- und Stammesreligion gehört, basieren auf dem do-ut-des-Prinzip („Ich gebe, damit du gibst.“), das heißt, es gibt eine vertragsmäßige Übereinkunft zwischen Göttern und Menschen. Als Gegenleistung für deren kultische Verehrung gewähren die Götter den Menschen demnach Hilfe und Beistand und halten die natürliche und öffentliche Ordnung aufrecht. Wichtig ist nicht, was der Mensch bei der Praktizierung des Kultes glaubt, sondern dass der Kult richtig ausgeführt wird. Eine kultische Handlung kann z. B. in der Darbringung eines Opfers bestehen, daher spricht man auch von einer „Opferreligion“. Dagegen steht, im Allgemeinen, bei einer orthodoxen Religion („richtig glauben“) der Glaube oder das Bekenntnis (Bekenntnisreligion) im Mittelpunkt.
Die penibel einzuhaltenden Vorschriften für die Opferung von Tieren – eine der wichtigsten Kulthandlungen der römischen Religion – seien hier als Beispiel aufgeführt für die „Detailversessenheit“ eines Rituals. Die Opfertiere, meistens Haustiere wie Schafe, Schweine oder Rinder, wurden unterschieden nach Geschlecht, Alter, Hautfarbe, ob sie kastriert waren oder nicht, noch gesäugt wurden (lactentes) oder nicht (maiores). Grundsätzlich ist, dass die weiblichen Gottheiten weibliche und die männlichen Gottheiten männliche Opfertiere erhielten; dafür gab es explizite Regeln.
Als besonders geeignet galten zweijährige Tiere (damals genannt bidentes: „zweizahnig“). Für verschiedene Tiere waren verschiedene Holzarten für das Opferfeuer vorgeschrieben, man unterschied u. a. glücksbringende Bäume (arbores felices) und unheilvolle Bäume (arbores infelices). Das ausgesuchte Tier wurde festlich geschmückt und in einer feierlichen Prozession zum Altar geführt. Unter der Begleitung von Flötenmusik zog sich der Opferherr die Toga über den Kopf, dann sprach er exakt die bisweilen komplizierte Darbringungsformel nach. Dann bestrich er die Stirn des Tieres mit Salz und Schrot (mola salsa) und fuhr mit dem Messer vom Nacken bis zum Schwanz über den Rücken des Tieres, danach erst erfolgte die Tötung. Die Untersuchung der Eingeweide des Tieres (Hieroskopie und hier wiederum die Hepatomantie), die in ihrer Form wiederum bestimmten Regeln entsprechen mussten, entschied über die Frage, ob der Gott das Opfer akzeptiert hatte, also ob die Opferung gültig war oder wiederholt werden musste. Im römischen Tieropferritual werden die Opferungen an einem Altar vor dem Tempel durchgeführt, der explizit Teil des als Eigentum der Gottheit ausgewiesenen Tempelgeländes war.
Neben den expliziten Regeln gab es auch implizite Regularien, die durch die regelmäßige Teilnahme an den Ritualen verinnerlicht wurden, einfach durch Nachahmung und Ausprobieren.
Aus der späten römischen Republik sowie der frühen römischen Kaiserzeit sind vier wichtige Priesterkollegien bekannt:
- sechzehn Pontifices
- sechzehn Auguren
- die Quindecimviri sacris faciundis (Fünfzehnmänner)
- Epulonen (Festveranstalter).

Während der römischen Königszeit galt der König auch als oberster Priester. Mit dem Beginn der römischen Republik wurden nunmehr die zeremoniellen und religiösen Verpflichtungen einem Oberpriester, pontifex maximus anvertraut. Sein administratives Zentrum war die Regia, auf de Forum Romanum. In der römischen Kaiserzeit wiederum hatte der amtierende Imperator dieses Amt inne. Der Pontifex war mehr ein Berater für religiöse Angelegenheiten und mehr für die Durchführung der religiösen Zeremonien und Rituale zuständig. Die Auguren waren wichtig, da sie an den Opferhandlungen und Ritualen direkt wirkten, so in den Auspizien (Ornithomantie) aus dem Flug verschiedener Vögel zu deuten, welche Bedingungen und Unternehmungen die Billigung der Götter besaßen.
Nach Veyne (2005) stellte der antike Mensch sich die Götter als überwältigende, anbetungswürdige, den Menschen überlegene Wesen vor. Dabei waren die Götter weniger reale Wesen als vielmehr fiktionale Gestalten einer erzählerischen Phantasie entsprungen. Sie waren Inhalt eines einfachen Narrativs, im Sinne einer Literarischen Figur. Die Götter hatten, in der Vorstellungswelt der Glaubenden, alle ein bestimmtes Alter erreicht, woran sich ebenso wenig änderte, wie an der Anzahl ihrer Nachkommen. Die heidnische Religion und Kulte aber machten kein Angebot eines liebenden Gottes. Die pagane Frömmigkeit gründet auf die Opfer. Die Götter sind aus der paganenen Vorstellungswelt nicht sehr eng mit der Menschheit verbunden, so dass man sie beständig stören dürfte. Sie werden nicht über die eigene, individuelle seelische Befindlichkeit in Kenntnis gesetzt. Einzig darf der Glaubende sie an die Beziehung erinnern, die mit einem von ihnen durch wiederholt dargebrachte Opferungen entstanden ist. Pagane Religiosität sei nach Veyne ein Ensemble von Praktiken, es ginge nicht um dezidierte Überzeugungen und Vorstellungen, sondern darum seine Religion zu praktizieren. Die Götter, so in der Vorstellung der Glaubenden, achteten darauf, dass ihre Person, ihr Namen und Tempel, ihre Würde respektiert und bemerkt würden. Im Paganismus sei jede sich im Bewusstsein des Glaubenden abspielende Verbindung zwischen den Göttern und den Menschen fremd.

### Opferkult der Phönizier
Die religiösen Vorstellungen und Praktiken der Phönizier sind mangels Datenlage nur unvollständig rekonstruierbar. Neben Inschriften und Personennamen ist die Phönizische Geschichte des Herennios Philon eine wichtige aber auch problematische Quelle. Die darin enthaltenen Mythen ähneln denen der Religion in Ugarit. Dort herrscht der Schöpfer und Hauptgott El über ein Pantheon, zu dem Gottheiten wie Dagān, Anat und Aschera gehörten.
Neben diesen allgemein in Syrien und Kanaan verbreiteten Vorstellungen zeichnet sich die Religion der phönizischen Stadtstaaten durch die Verehrung einer Triade aus, die an der Spitze des jeweiligen Pantheons stand. Die genaue Komposition der Trias war zwar von Stadt zu Stadt verschieden, aber sie bestand immer aus einem Herrn, einer Herrin und einem jugendlichen Sohn. Trotz ihrer verschiedenen Namen unterschieden sich die phönizischen Götter in Funktion und Charakter kaum voneinander. Sie wurden als weniger individuell vorgestellt als etwa die Gottheiten der griechischen und römischen Mythologie. Das zeigt sich etwa daran, dass die Gottheiten oft nur als Herr (Ba’al) und Herrin (Baalat) bezeichnet wurden.
Auch die Punier mit ihrem Zentrum Karthago verehrten einen phönizischen Pantheon, es unterschied sich allerdings von dem der Mutterstadt Tyros. So war nicht Melkart der höchste Gott, sondern vermutlich Baal schamim („Herr der Himmel“). Die wichtigste Göttin war Tanit, die Gefährtin des Baal-Hammon. Tanit war gleichzeitig Jungfrau und Mutter und zuständig für Fruchtbarkeit und den Schutz der Toten. Sie wurde in Karthago deutlich von Astarte unterschieden. Weitere Gottheiten der, auch nur unvollständig rekonstruierbaren, punischen Religion waren etwa Baal Sapon, Eschmun und Sardus Pater.
Aus den Ausgrabungen des Astarte-Tempels in Kition (Zypern) wo Tieropferungen ausgeführt wurden, fanden sich 1328 Zähne und Tierknochen vor, die durch den Archäozoologen Günter Nobis analysiert wurden. Sie datieren um 950 v. Chr., ca. 25 Prozent wurden tierartlich bestimmt.

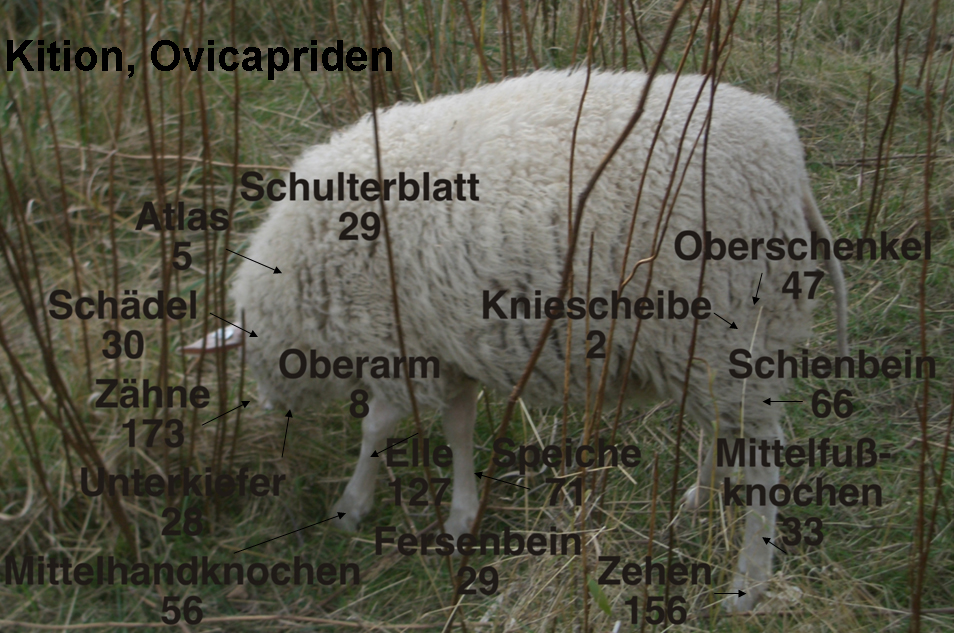
Anteile der Körperteile des Schafes in Tempel 1 von Kition

Die Knochen der geopferten Tiere wurden in Gruben auf dem Tempelgelände (bothroi) deponiert. Das häufigste Opfertier war das Schaf (viele Lämmer), gefolgt vom Rind. Vier vollständige Schafskelette im Vorhof von Tempel 1 werden von Nobis als Bauopfer gedeutet. In der Nähe des Altars lagen 15 Rinderschädel, meist von noch nicht völlig ausgewachsenen Stieren (unter zwei Jahren). Die Schädel wurden vielleicht auch im Kult verwendet, worauf Bearbeitungsspuren an den Schädeln hindeuten. Manche Schulterblätter sind gekerbt, vielleicht wurden sie bei Orakeln verwendet. Von Schaf und Rind liegen jedoch die verschiedenen Körperteile in durchaus unterschiedlichen Anteilen vor, sodass bezweifelt werden kann, dass immer ganze Tiere geopfert wurden bzw. im Tempelbereich verblieben.
Die geopferten Esel entsprechen in der Größe den rezenten Hauseseln. Unter den zwölf Damhirschresten befinden sich auch Geweihfragmente, allerdings macht Nobis keine Angaben, ob es sich um schädelechte oder Abwurfstangen handelt – die Bedeutung des Damhirsches als Opfertier (Dionysos?) wird so also vielleicht überbewertet. Außer den Geweihen liegen nur Beinknochen vor. Die Vogelknochen wurden nicht tierartlich bestimmt, sodass sich die Frage nach Taubenopfern, in einem Astarte-Tempel nach den Schriftzeugnissen zu erwarten, nicht klären lässt. Aus einer Opfergrube von Tempel 4 im Heiligen Bezirk von Kition liegt auch ein einzelner Schweine-Humerus vor.

## Opfer im Christentum

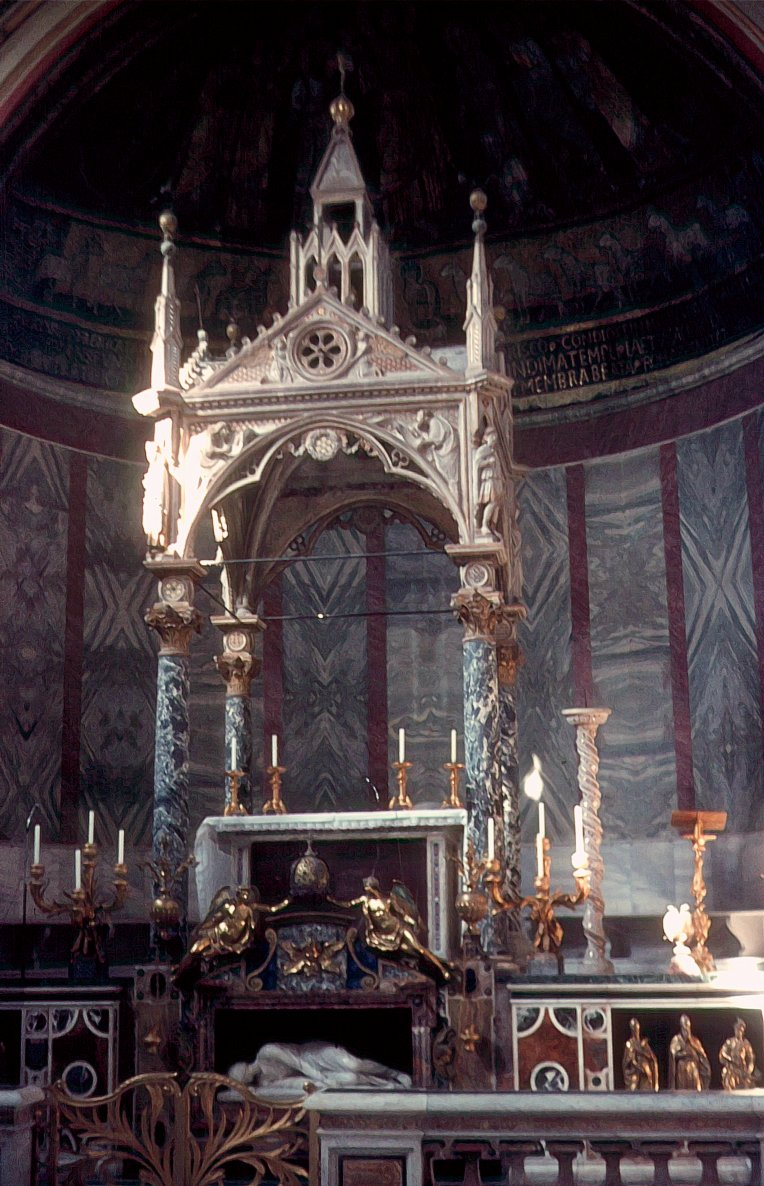
Architektonische Hervorhebung des Messopfers: Altar von Santa Cecilia in Trastevere

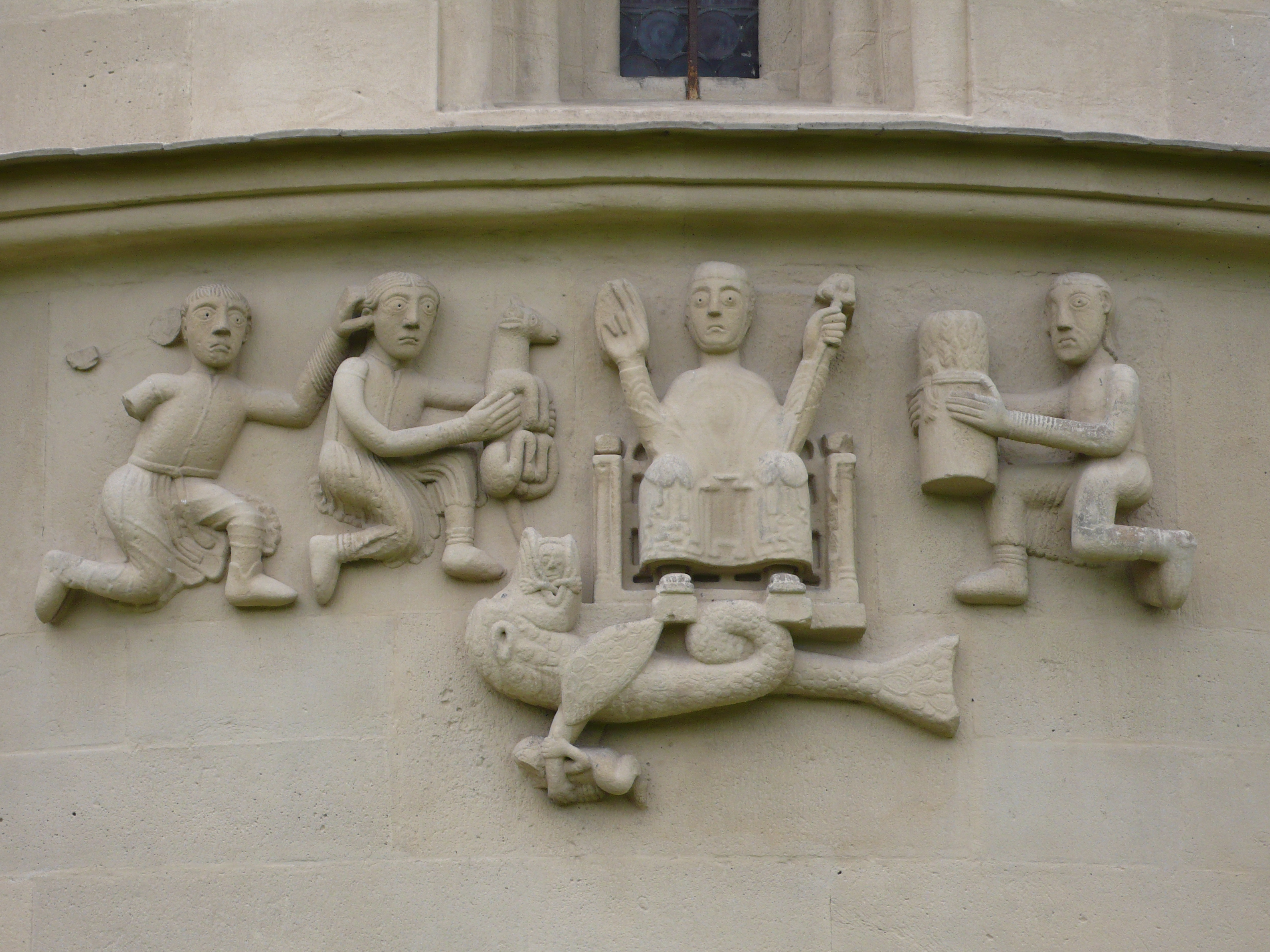
Die Opfer von Kain und Abel auf der Steinernen Bibel von Schöngrabern, Niederösterreich (um 1220)

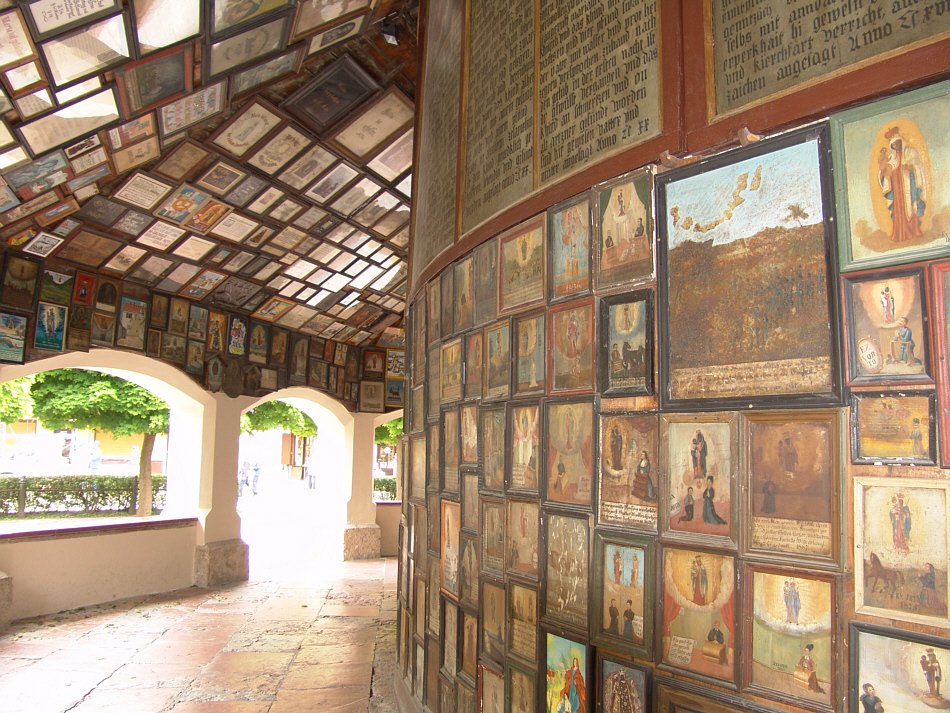
Votivbilder im Rundgang der Gnadenkapelle von Altötting

Das Christentum stellt das bisher praktizierte religiöse Opfer in Frage. Wiederum unter Bezug auf Abraham wird Jesu Kreuzestod als Opfer Gottes selbst gedeutet (Röm 8,32  zu Genesis 22,12), hiermit ist die Gewalt des Bösen besiegt. Nach anderen Aussagen opfert sich Jesus für die Sünden der Menschen; weitere Opfer sind überflüssig (Hebr 7,27 ). Es bedarf weder eines Menschen- noch eines Tieropfers. Im Neuen Testament hat Gott selbst sich durch seine Menschwerdung bis hin zur letzten Konsequenz des Kreuzestodes als letztes und endgültiges Opfer dargebracht. Hier zeigt sich religionsgeschichtlich insofern eine Wende, als hier das Opfer des Menschen nicht mehr zum Heil beiträgt, das ist im Opfertod Jesu geschehen. Allerdings wird ein Christ durch die Taufe in den Tod Jesu einbezogen (Römer 6, 1–11) und wird aufgefordert, dies auch im Leben umzusetzen, was bei Paulus durchaus als Opfer des Leibes beschrieben werden kann (Römer 12,2). Damit ist das Opfer eines Menschen für das Heil nicht konstitutiv, sondern nur konsekutiv. Diese Hingabe wird deutlich in den Einsetzungsworten des letzten Abendmahls und setzt sich in der Feier der Eucharistie fort. Nach Lehre der katholischen Kirche ist die Heilige Messe, die auch als Messopfer bezeichnet wird, die unblutige Vergegenwärtigung des Kreuzesopfers Christi und Vorwegnahme des himmlischen Hochzeitsmahles. Da der Gesang zur Gabenbereitung vor dem Hochgebet lateinisch Offertorium (von offerre = darbieten) heißt, wurde daraus die deutsche Übertragung Opferung.
Auch wenn im Opferbegriff die Heilige Messe überwiegt, wird die theologische und emotionale Bedeutung alttestamentlicher Opfer gewürdigt und in der Kunst oft dargestellt, insbesondere auf gotischen Flügelaltären oder den steinernen Bibeln der Romanik.
Siehe auch: Sühnopfer

### Abendmahl als Sakralmahl
Seit der nachapostolischen Zeit wird das christliche Abendmahl als Opfer interpretiert, so in der Didache:

„1. Am Tage des Herrn versammelt euch, brechet das Brot und saget Dank, nachdem ihr zuvor eure Sünden bekannt habet, damit euer Opfer rein sei. […] 3. Denn so lautet der Ausspruch des Herrn: „An jedem Ort und zu jeder Zeit soll man mir darbringen ein reines Opfer, weil ich ein großer König bin, spricht der Herr, und mein Name wunderbar ist bei den Völkern“.“

Nach Gerd Theißen hat das Abendmahl die traditionellen (jüdischen) Opfer beendet und damit ersetzt. Vergleiche man, so Theißen, ein traditionelles jüdisches Opfer mit dem Abendmahl, würden zwei Regelwidrigkeiten deutlich:
- Obwohl ein Sühnopfer, wurde es wie ein Gemeinschaftsopfer verzehrt.
- Es wurde (symbolisch) Blut verzehrt.

Sühne- und Gemeinschaftsopfer unterscheiden sich in ihrer Beschreibung aber gerade hierin. Fleisch vom Gemeinschaftsopfer wird von der teilnehmenden Opfergemeinschaft verzehrt, nachdem der leitenden Ritualspezialist (Priester) seinen Anteil erhalten hatte. Bei einem Sündopfer wurde das Opferfleisch hingegen nur vom Priester gegessen. Die Rest des Opfertieres wurde außerhalb der Ritualstätte verbrannt. Das Sühnopfer wird aus der Gemeinschaft ausgeschlossen, es soll entfernen, was die menschliche Gemeinschaft belastet. Ein Gemeinschaftsopfer intendiert die Zusammenführung der am Ritual teilnehmenden Menschen, es soll die Mitglieder binden. Das Opfertier wird gemeinschaftlich verzehrt. Während das Sühnopfer Ausdruck einer gestörten Gemeinschaft ist, aus der das Böse und Störende entfernt wird, ist das Gemeinschaftsopfer die symbolische Darstellung einer funktionierenden Gruppe. Als Ausschlussregel besteht im Sühnopferritual, dass es nicht zu einem gemeinschaftlichen Essen der tabuisierten Reste des Sühnopfers kommen darf. Diese Ausschlussregel wird im rituellen Kontext des Urchristentums durchbrochen. Denn die Teilnehmer beim Abendmahl verzehren, was an die traditionelle Stelle der Opfermaterie trat, nämlich Brot und Wein, welche als Leib und Blut Christi gesehen werden. Damit vereint das Abendmahl das Sühnopfer, die Elimination einer Störung in der Gemeinschaft, mit dem Gemeinschaftsopfer, die Darstellung einer gelungenen Verbindung innerhalb der Gruppe.

### Verschiedene Ausdeutungen des Opferbegriffs
Tätige Nächstenliebe

Da das Christentum tätige Nächstenliebe (etwa im Gleichnis vom barmherzigen Samariter) zu seinen Geboten und Pflichten zählt, gilt neben der zeitlichen auch die materielle Aufwendung und Sachspende zugunsten eines anderen Menschen als Gott wohlgefälliges Opfer.
Kirchenbau und Bildstöcke

Auch Beiträge zur Schaffung von Kirchenbauten und deren Erhaltung, Ausstattung und Ausschmückung gelten als Opfer, da Kirchen nicht nur als Versammlungsplätze, sondern als Gotteshäuser betrachtet werden. Solche Beiträge werden sowohl als Lobopfer dargebracht, um Liebe und Verehrung zu zeigen, als auch als Sühneopfer, um Reue auszudrücken. Auf ähnliche Motive – oder Dankbarkeit für Errettung aus Gefahr und Krankheit – gehen in den Alpenländern die Marterln (Bildstöcke) und die Errichtung von Wegkreuzen zurück.
Votivgaben und -kerzen

Votivgaben sind Gegenstände eines Gelöbnisses („ex voto“), die in einigen Konfessionen als Dank- oder Bittzeichen auf Altären und vor Heiligenbildnissen aufgestellt und vor allem in Wallfahrtskirchen gestiftet (volkstümlich: „geopfert“) werden. Man erfleht Rettung, Schutz, Segen und Gesundheit für Mensch und Vieh bzw. dankt dafür. Votivgaben können aus den verschiedensten Materialien (Metalle, Holz, Ton oder Wachs, Textilien) gefertigt sein. Als symbolische Motive finden sich menschliche Gestalten, Organe oder Gliedmaßen, Tiere, in jüngerer Zeit auch Autos. Zu den verbreitetsten Votivgaben zählen Votivtafeln oder -bilder, die die zum Schutz angerufenen Heiligen, die Votanten und die Anlässe zeigen und meist eine schriftliche Information, zumindest eine Jahreszahl, tragen.
Martyrium

Wer im Falle religiöser Verfolgung lieber den Tod erduldet, als vom Glauben abzufallen, ihn zu widerrufen oder das verlangte Böse zu tun, erleidet das Martyrium. Es gilt als besonders verdienstvoll und als besonderer Ausdruck der Liebe zu Gott und zum Nächsten: „Niemand hat größere Liebe als der, der sein Leben hingibt für seine Freunde.“ (Joh 15,13). Als martys ex voto zählten dazu auch die frühchristlichen Bekenner, die wegen ihres Glaubens im Kerker gelitten haben, aber nicht hingerichtet wurden. Die römische Kirche sieht auch im keuschen Leben des Zölibatären, in der Jungfräulichkeit und Ehelosigkeit um des Himmelreiches willen ein unblutiges Martyrium.

## Opfer im Islam
In fast allen islamischen Konfessionen gibt es Opferrituale. Das wichtigste Fest des islamischen Jahreskalenders ist das Opferfest Eid al-Adha („Opferfest“), auch Eid al-Kabir („großes Fest“) genannt, das an das älteste Opfer des Propheten Ibrahim erinnert und zeitgleich mit der Pilgerfahrt nach Mekka stattfindet. Die Teilnahme am Opferfest ist eine religiöse Verpflichtung, sofern es die finanzielle Situation erlaubt, und ein feierlicher Anlass, der mit einem Gang zur Moschee und Verwandtschaftsbesuchen verbunden ist. Traditionell wird ein Opfertier (Uḍḥīya bezeichnet das Tier und das Schlachtopfer) vor dem eigenen Haus, im Hof der Moschee oder an einem zentralen Platz geschlachtet. Das Fleisch wird nach festgesetzten Regeln verteilt. Idealerweise erhalten je ein Drittel die Familie des Opfernden, die Nachbarn und Arme.
Im Sufismus und im Volksislam anderer Glaubensrichtungen werden an den Grabstätten oder sonstigen Verehrungsplätzen von heiligen Männern (es gibt sehr wenige heilige Frauen) ganzjährig kleinere Opfer zum Dank oder mit der Bitte um Beistand dargebracht. Jeder Heilige hat einen Jahrestag, an dem sein Grab zu einem Pilgerziel werden kann. In manchen Gegenden werden auch Tieropfer an diesem Tag durchgeführt. Der Besuch dient dem Ziel, etwas von der wirkmächtigen Segenskraft (Baraka) des Heiligen zu erlangen.
Nach lokalen islamischen Traditionen werden aus unterschiedlichen Gründen weitere Opfer dargebracht: als Dank für den erstgeborenen Sohn, der als „großes Geschenk“ gilt, am Todestag eines Verstorbenen oder als Erfüllung eines Gelübdes durch eine Votivgabe. Es gibt besitzergreifende Geister, denen wie im Zar-Kult in Ägypten und Sudan Opfer dargebracht werden müssen. Als Beispiel für eine islamische Gemeinschaft, die das von auswärts drohende Unglück regelmäßig durch Tieropfer fernhalten zu müssen glaubt, sei das Volk der Berti in Darfur genannt.
Grundsätzlich werden ideelle und materielle Opfer unterschieden. Zu den ideellen Opfern, die eine besondere Leistung beinhalten müssen, die normalerweise nicht erbracht wird, gehören freiwilliges Fasten außerhalb der islamischen Fastenzeit (Ramadan). Neben dem Tieropfer werden auch andere materielle Opfer dargebracht. Hierzu zählen die freiwillige Armenspende (Ṣadaqa), sowie das Spenden von Geld und Ausstattungsgegenständen für Grabstätten. Als entscheidend gilt nicht die Größe des Opfers, sondern die Aufrichtigkeit, mit der es dargebracht wird.
Das Tieropfer wird mythologisch mit der beabsichtigten Opferung Isaaks begründet, die in der Bibel (Gen 22,1–19 ) und im Koran (Sure 37, 99–113) erwähnt wird. Während es für Christen auf den Aspekt des Auf-die-Probe-stellens ankommt, interpretieren Muslime die Begegnung von Abraham mit dem Engel Gabriel als Muster für die unbedingte Hingabe an Gott, als Abkehr von den nach der Vorstellung früher dargebrachten Menschenopfern und den Beginn der islamischen Opfertradition. Für die rituelle Schlachtung gibt es genau einzuhaltende Regeln. Das Tier muss respektvoll behandelt werden, es muss gesund und gut genährt sein und es darf das Messer vor dem Schächten nicht sehen.

## Opfer im Hinduismus
Die Grundtexte bilden die vier Samhitas (Sanskrit: संहिता saṃhitā f. Verbindung; Zusammenstellung, Sammlung) oder Veden.
Zu den vier Veden gehören neben dem Rigveda, das Samaveda, das Yajurveda sowie das Atharvaveda. Alle hinduistischen Religionen akzeptieren die Unantastbarkeit dieser vier Veden, jedoch rechnen einzelne Glaubensrichtungen individuell oft noch weitere Schriften hinzu.
Den Samhitas fügte man weitere Texte hinzu, etwa die Brahmanas. Die Brahmanas (Sanskrit, n., ब्राह्मण, Brāhmaṇa, „das, was zum Priester gehört“) sind Ritual- und Opfertexte des frühen Hinduismus. Als Entstehungszeit wird 800 v. Chr. bis 500 v. Chr. angesetzt.
In den verschiedenen hinduistischen religiösen Systemen wird unter dem Begriff des Opfers (Sanskrit, m., यज्ञ yajña, Opfer, Hingabe) neben dem Ritual und dem materiellen Opfer auch eine besondere geistige Haltung und Hingabe verstanden.

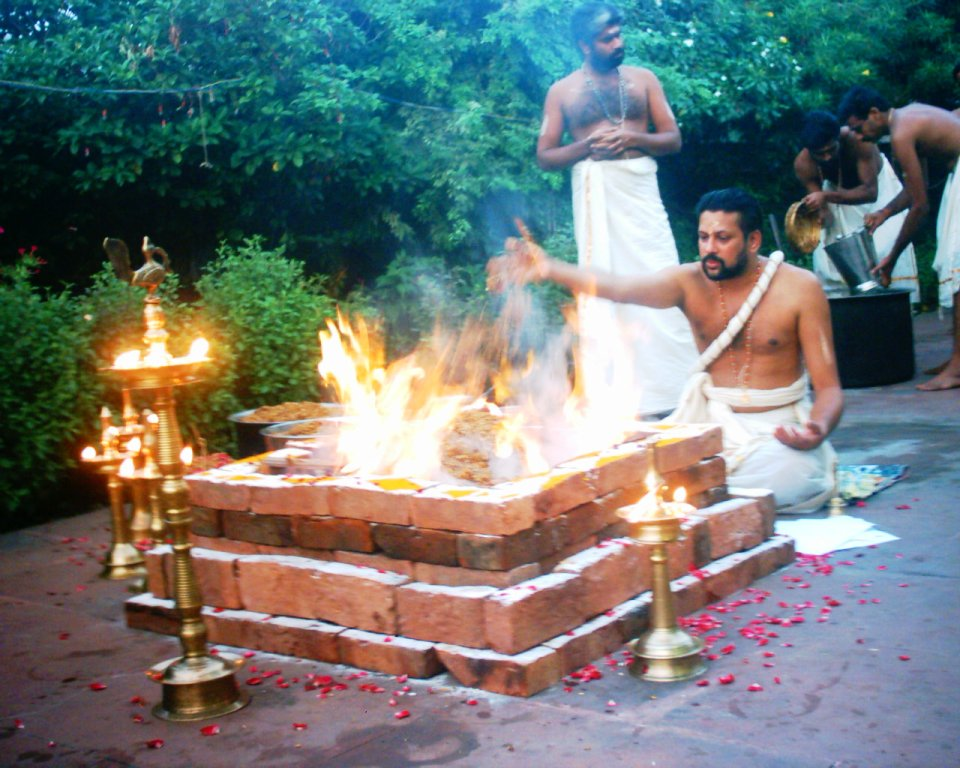
Ein hinduistischer Priester aus der Nambudiri-Kaste aus Kerala (Malayalam) führt eine Yajna (auch Havan oder Homa genannt) durch und wirft Opfergaben in ein geweihtes Feuer.

### Vedische Zeit
In der vedischen Zeit (ab 1200 v. Chr.) war das Opfer die wichtigste religiöse Zeremonie. Im Rigveda heißt es: „das Opfer ist der Nabel der Welt“. Ein vedisches Opfer bestand aus dem Feueropfer von Getreide, Milch, Butter etc. und Somasaft auf einem Altar. Man glaubte, dass durch Opfer materieller und geistiger Wohlstand erreicht werden könne. Nach dem Purusha-Sukta ist die Schöpfung aus dem Selbstopfer des Urriesen Purusha entstanden, das die Menschen nun immer wieder wiederholen müssen, damit die Welt bestehen bleibt.

### Brahamanische Zeit
Zur Zeit der Brahmanas (800–500 v. Chr.) wurde größter Wert auf die korrekte Durchführung des Opfers gelegt. Zu diesem Zwecke wurde eine umfangreiche Ritualliteratur, eben die Brahmanas erstellt. Die exponierte Stellung der Brahmanen entstand in dieser Zeit. Die komplizierten Riten erforderten drei Priester, den Rezitierenden (Hotri), den Sänger (Udgatri) und den Opfernden (Adhvaryu). Die innere Haltung spielte keine Rolle, die Wirksamkeit des Opfers sah man durch die minutiöse Einhaltung der Regeln gewährleistet. Man glaubte, der betreffende Gott müsse bei Beachtung der rituellen Vorschriften das Erbetene gewähren. Die Furcht vor Ritualfehlern war die Ursache dafür, dass sich die Auffassung vom Opferzeremoniell bzw. -kult fundamental änderte. Die Beachtung der korrekten Form kam die allergrößte Bedeutung zu, so dass der Opferherr die Götterbewirtung in die Hände eines Spezialisten legte. Die Spezialisten, die aufgrund der korrekten Ausführung und der dazu gehörigen Kenntnisse der Formalien und magisch wirksamen Worte (Brahmanas Sanskrit, n., ब्राह्मण, Brāhmaṇa, „das, was zum Priester gehört“) den Opfervollzug im Auftrage übernahmen, erhielten als Ritualexperten den späteren Kastennamen der Brahmanen.
Nach Max Weber (1915–1919) sei die Brahmanentätigkeit Opfer und Unterricht gewesen, dabei nahmen sie die Dakshina (Sanskrit दक्षिण dakṣiṇa) nicht als Bezahlung, sondern als Gaben und Geschenke an. Die Mindesthöhe an Geschenken sei tarifiert gewesen.

### Zeit der Upanishaden
In der Upanishaden-Zeit (700–200 v. Chr.) kamen Zweifel am Opfer auf, vor allem an dessen mechanischer Ausführung. In der Katha-Upanishad sagt der Knabe Nachiketas: „Freudlos sind sicher die Welten, in die derjenige gelangt, der Kühe als Geschenk erhält, die nicht mehr trinken, essen, Milch geben und Kälber zur Welt bringen können.“ Sein Vater hatte in der Hoffnung auf Belohnung im Himmel das Vishvajit-Opfer vollzogen, bei dem er seinen ganzen Besitz an Brahmanen weggab. Der Vater war sehr erbost über die Bemerkung seines Sohnes und schickt ihn zum Todesgott Yama. Dieser lehrte Nachiketas, dass die Seele (Atman) unsterblich sei. Diese metaphysischen und philosophischen Spekulationen drängten die pure Opferritualistik immer mehr in den Hintergrund.
In der Bhagavadgita werden die vielfältigen Formen des Opfers von Krishna vor allem im 4. Kapitel genannt und seine Bewertung des Opfers gipfelt in der Aussage, dass ein dingliches Opfer zwar gut sei, ein geistiges Opfer aber schwerer wiege (Vers 4.33).
Durch das Aufkommen des Bhakti-Yoga, das die liebende Hingabe an einen persönlichen Gott in den Vordergrund stellte, verlor das Opfer weiter an Bedeutung. In der religiösen Praxis hat es sich in Form von Tempelspenden jedoch erhalten. Beeindruckend sind große Pilgerzentren wie Tirumala Tirupati, wo sich die vielen kleinen Geld- und sonstigen Spenden der zahlreichen Pilger zu beachtlichen Spendenaufkommen summieren. Auch Blütenopfer vor einem Götterbild oder Haarspenden (im Zusammenhang mit Gelübden) zeugen davon, dass diese Tradition durchaus weiterlebt.

## Opfer im Buddhismus
Ein häufiges Ritual, das in Tempeln abgehalten wird, ist die Puja, eine Andacht zu Ehren Buddhas. Dabei werden Rauch, Blumen, Speisen und dergleichen geopfert, doch Buddha lehnte (große) Opfer als „sinnlos“ ab. Insofern ist dieses Ritual als Verdienstübertragung zu verstehen, bei der man durch gute Werke (zum Beispiel durch das Beschenken von Mönchen) Verdienste erwirbt, die sich auf das eigene Glück auswirken sollen. Hier steht der Gedanke des Karma im Vordergrund. Buddhisten ist klar, dass sie durch diese Praxis kein Nirwana erreichen können. Ein weiterer Aspekt des Opfers im Buddhismus ist das Üben von Freigiebigkeit. Sie ist eine der sechs Handlungen eines Bodhisattvas (Pāramitās), die zur Erleuchtung führen. Das Darbringen von äußeren und inneren Objekten ist Teil eines Geistestrainings.
Im Daoismus, der chinesischen Strömung des Buddhismus, sind Brandopfer in Form der Verbrennung von Höllengeld bei Bestattungen und zu Ehren der Ahnen üblich. Diese sind seit rund 1.000 Jahren in Ost-Asien bekannt. Brandopfer wurden über den Konfuzianismus in diese Strömung des Buddhismus inkorporiert.

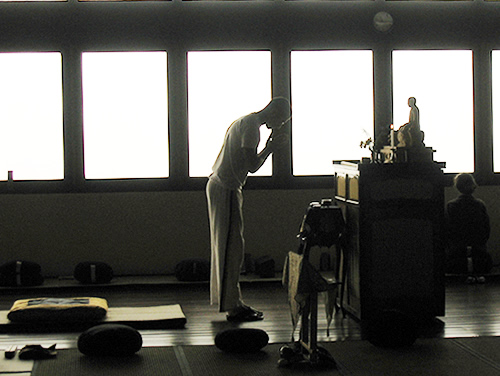
Buddhist, bietet einer Buddha-Imago Rauchwerk an

## Opfer in den mesoamerikanischen indigenen Kulturen

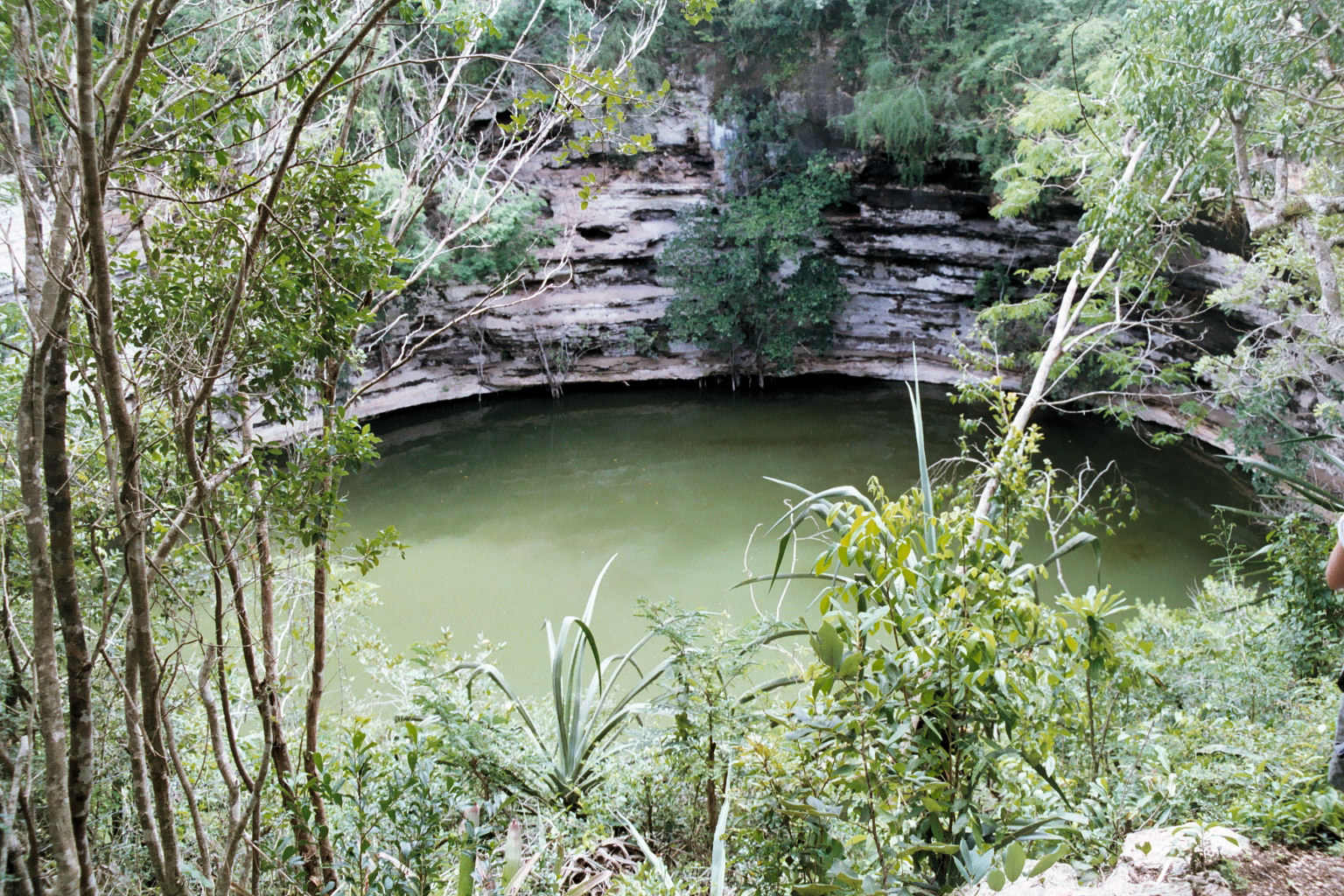
Cenote in Chichén Itzá, neben zahlreichen Opfergaben barg man vom Grund dieses Cenotes über fünfzig Skelette

Die Maya-Religion war polytheistisch, wobei man sich die Götter der Maya als sterbliche, menschen- oder tierähnliche Wesen vorstellte. Bei den Azteken und anderen mittelamerikanischen Religionen auch, dienten Opfer nicht allein dazu, die Götter gewogen zu machen, sondern auch, um die Götter in gewisser Weise am Leben zu erhalten. So war auch der Opferkult der Azteken ein zentrales Element ihrer Religion. Diese forderte – wie auch die anderer mittelamerikanischer Kulturen – Menschenopfer, um den Lauf der Sonne und den Fortbestand der Welt zu sichern. Die Azteken glaubten, dass das Universum aus dem Kampf zwischen Licht und Dunkelheit entstanden sei.
Trotz der Vielzahl an Göttern hat die Maya-Religion eine dualistische Ausrichtung: So hat vor allem das „Weltelternpaar“ (wie bei den meisten Feldbauern) eine wichtige Bedeutung, dass aus dem alten Sonnengott und der jungen Mondgöttin gebildet wird. Das Leben wird als (beschwerlicher) Weg von Osten (duale Symbole: Mondaufgang, Leben, Farbe Rot) nach Westen (Sonnenuntergang, Tod, Farbe Schwarz) betrachtet. So wird die durchaus übliche Darstellungsweise in der Maya-Kunst verständlich, die uns Könige zeigt, welche einen Gott als Säugling im Arm tragen. Gleichwohl wurden die Götter zugleich als Wesen vorgestellt, die uralt sein konnten.
Wie bei anderen Kulturen Mittelamerikas spielt auch bei den Maya das (rote, lebenserhaltende) menschliche Blut eine besondere Rolle. Hochgestellte Persönlichkeiten gewannen das Blut etwa, indem sie sich dornige Fäden durch Lippe oder Zunge zogen oder auch den Penis mit Seeigelstacheln anstachen. Abbildungen aus klassischer Zeit verbinden das dargestellte Blutopfer zudem oft mit der Darstellung einer sogenannten Visionsschlange. Ob dies ein Hinweis darauf ist, dass der Blutverlust zu religiösen Eingebungen führte, ist bis heute ungeklärt. Aus Sicht der Maya war das Blut Sitz der Seele und Lebenskraft, die Seele selbst stellte man sich jedoch luft- oder rauchförmig vor (Atemseele). Daher fing man das gewonnene Blut durch Papierstreifen auf, die man anschließend verbrannte.
In der Religion der Maya waren Menschenopfer durchaus üblich. Die Art der rituellen Hinrichtungen reichte vom Köpfen, Ertränken (z. B. in Cenotes), Hängen, Steinigen, Vergiften, Verstümmeln bis hin zum lebendig Begraben oder Aufschlitzen des Bauches sowie zum Herausreißen des noch schlagenden Herzens. Letzteres ist vor allem für die Postklassik indirekt (über Kultgegenstände, siehe Chak Mo'ol) belegbar. Geopfert wurden sowohl Kriegsgefangene als auch Mitglieder der eigenen Gruppe, auch aus der Oberschicht. Die Bedingungen, wer wann, wie und wo geopfert wurde, werden zurzeit noch erforscht. Sicher – und durch Darstellungen gut belegt – ist die Tötung von Kriegsgefangenen im größeren Maßstab, vielleicht aus der Oberschicht des gegnerischen Staates.
Obwohl die Mayakultur sehr kriegerisch war, ist es doch eher unwahrscheinlich, dass die Maya in Umfang und Zahl der Menschenopferungen auch nur annähernd an die der Azteken heranreichten. Das frühere Bild jedoch, dass sich die Maya im Gegensatz zu den Azteken durch Friedlichkeit und nur sehr seltene Opferungen auszeichneten, wurde durch neuere Forschungsergebnisse (insbesondere seit die Schrift 1973 teilweise entziffert wurde) deutlich relativiert. Der Unterschied in der Wahrnehmung von Azteken und Maya hat historische Ursachen: Als die Spanier in Mittelamerika eintrafen, wurden sie noch Augenzeugen der aztekischen Religionsausübung, während die klassische Maya-Kultur längst untergegangen war. In den postklassischen Städten im Norden Yucatáns hatte sich die Kultur hingegen deutlich verändert. So lässt sich zum Beispiel an den Bauten der heutigen Ruinenstädte aus der Zeit der spanischen Eroberung gut ablesen, dass die Religion offensichtlich nicht mehr die herausragende Rolle spielte wie in der Zeit der Klassik.
Viele herausragende kulturelle Leistungen der Maya sind eng mit ihrer Religion verbunden, hierzu zählen Kalenderwesen, Schrift und Bauwesen.

## Opferkult in den südamerikanischen indigenen Kulturen
In den Hochkulturen südamerikanischer Ethnien der Anden besaß jede Gemeinschaft, jeder Stamm, seine eigene Tradition, mit der er seine Herkunft von einem heiligen Ort, einem heiligen Stern oder einem heiligen Tier herleitete. Jeder Ort in den Anden hat sein mythologisches Gegenstück in einem Himmelsgestirn. Aber alle Andenvölker verehrten Sonne und Mond als befruchtendes Paar.
In diesem transzendentalen Kontext beanspruchten die Inka, die Söhne der Sonne zu sein. Die Inka setzten den Sonnenkult als offiziellen Kult ihres Reiches durch: Sonnenidole standen in allen Landesteilen des Inka-Reiches neben einer großen Zahl von angebeteten (Stammes-)Gottheiten. Der Sonnenkult diente vornehmlich der Legitimation der herrschenden Elite. Um diesen Kult einzusetzen, errichteten die Inka überall in ihrem Reich Tempel, die sie grundsätzlich der Sonne weihten. Der bekannteste und wichtigste unter ihnen ist der zentrale Sonnentempel in Cuzco, die Coricancha bzw. Qurikancha („Goldener Hof“, Sonnenbezirk). Dieser Haupttempel des Reiches diente auch dem Kult anderer Gottheiten, wie Mama Killa (dem Mond) und Illapa, dem Gott des Blitzes und Donners, dem Kult der Venus und einer Reihe von Sternen, der Wettergötter und der des K'uychi, des Regenbogens, zur Seite gestellt waren. Der Sonnentempel in Cuzco aber war das allerheiligste Heiligtum des Reiches.
Das wichtigste Fest war das Inti Raymi, die Wintersonnenwende und der kürzeste Tag der Südhalbkugel am 23. Juni eines Jahres. Dieses Fest war verbunden mit einem Dank für alles Gute im abgelaufenen Jahr und gleichzeitig mit der Bitte um den Schutz der Sonne für die Saat, die bald darauf einsetzte. Bei diesen Festen wurden die 14 königlichen Mumien (mallki) neben dem aktuellen Regenten in einer Prozession öffentlich mitgeführt. Dabei wurden die Mumien rituell mit Chicha und Mahlzeiten bewirtet. Im ganzen Andengebiet gab es einen weitverbreiteten Ahnenkult. Der Kult der Königsmumien war jedoch mehr als eine bloße Ahnenverehrung. Er war zuvorderst eine Fruchtbarkeitszeremonie, denn mit Prozessionen und Trinksprüchen wurden die toten Könige als Illapa um Regen ohne verwüstende Unwetter gebeten. Daneben waren sie die materialisierte Legitimation eines dynastisch-theokratischen Herrschaftsanspruchs der inkaischen Elite. Gleichzeitig stärkte der Kult auch die rituelle und soziale Solidarität innerhalb der zehn Panaqas bzw. Panacas, der königlichen Ayllus.
Es gibt zahlreiche Schilderungen von ofrendas, Opfern und Opfergaben, die den Göttern oder Wak'as dargebracht wurden und zum Lebensrhythmus des Volkes gehörten. Die Inka opferten bestimmte Dinge, die sie in den Augen der Götter, insbesondere von Pachamama, der Mutter Erde, als würdig ansahen. Diese Opfergaben konnten u. a. die Form von Chicha (quechua: aqha, Maisbier), Maisschoten, Spondylusmuscheln oder Koka-Blättern besitzen.
Bei jeder wichtigen Gelegenheit wurde ein Opfer dargebracht. Das häufigste Tieropfer war ein Lama. Am Ende der Feier des Sonnenkults wurde von vielen Tieropfern berichtet.
In La Paz, dem Regierungssitz Boliviens, gibt es auch heute noch Märkte, auf denen zahllose mumifizierte Lamaembryos angeboten werden. Zu den Käufern gehören in erster Linie indigene Frauen, sehr selten Touristen, vor denen die Embryos meist verborgen gehalten werden. Im Bergland wird noch heute beim Bau eines Hauses ein gedörrtes Lamaembryo zum Schutz und Segen von Haus und Bewohnern eingemauert.
Während Perioden großer Schwierigkeiten, zum Beispiel Dürren, Seuchen oder zur Genesung des Inkaherrschers gab es Menschenopfer. Gemessen an den Azteken war die Zahl der Menschenopfer im Tawantinsuyu gering.
Die geopferten Personen, ob Männer, Frauen oder Kinder, befanden sich in physisch guter Kondition und perfekter Konstitution. Die Menschenopfer wurden oft unter dem besiegten Volk genommen und als Teil des Tributs angesehen. Bevorzugt wurden Jungen und Mädchen im Alter von etwa zehn Jahren, die fröhlich und glücklich ihr Leben opfern sollten.
Die „erwählten Frauen“ nannten sich aklla (akllay = „auswählen, aussuchen“; Vestalin oder für die Spanier „Jungfrauen der Sonne“) und standen im Dienste des Sonnengottes (Intip akllan) oder des Inka (Inkap akllan). Nur die qualifiziertesten wurden bereits mit fünf Jahren ausgewählt und erhielten eine sehr spezielle Ausbildung. Sie lebten im Akllawasi (Haus der Ausgewählten) in der Calle Loreto in Cuzco, erlernten unter der Aufsicht einer „Äbtissin“ Haushaltsführung, Kochen, die Zubereitung von Getränken, Gesang und Musik. Sie widmeten den größten Teil ihrer Zeit dem Weben von allerfeinsten Luxustextilien für den Sapa Inka und die Priester. Im zehnten und dreizehnten Lebensjahr mussten sie sich einer erneuten Auswahl stellen. Hatten sie den Panap Apun („Herr der Schwester“) dabei nicht überzeugt, kehrten sie zu ihrer Familie zurück.
Die übrigen erlernten die Gebete und Kulthandlungen des Sonnenkults, lebten in strenger Keuschheit und wurden bei Geschlechtsreife vom Sapa Inka an Adelige, Krieger, Würdenträger und Ingenieure verschenkt, denen sie durch ihre hausfraulichen und handwerklichen Fähigkeiten zu dienen hatten. Nur diejenigen, die sich zu völliger Keuschheit verpflichteten und Intip Chinan genannt wurden, trugen ein weißes Ordensgewand und ein Pampacune genannten Schleier und assistierten bei religiösen Zeremonien. Ihre Jungfräulichkeit gehörte zu den höchsten Tabus der Inka, deren Verletzung den Tod des Verführers wie der Verführten samt den Verwandten, dem Heimatdorf und seinem Curaca, selbst aller Pflanzen und Tiere zur Folge hatte.
Einzig der Inka selbst durfte diese Jungfrauen „minnen“. Von manchen Autoren werden die Aclla als eine Art urwüchsiger südamerikanischer Harem und die Jungfrauen als eine Art Konkubinen des Inka betrachtet, welche die Zahl der Nebenfrauen des Inka vervollständigte.

## Ethnische Religionen
Zu den ethnischen Religionen, auch traditionelle oder Naturreligionen genannt werden alle mündlich oder durch Rituale überlieferten Glaubenssysteme gezählt, die keine schriftlich fixierten Lehren kennen und deren Anhänger jeweils nur einer ethnischen Gruppe angehören.
Der wichtigste Ausgangspunkt für die ethnische Religiosität ist die unmittelbare Erfahrung des Transzendenten. Dazu stehen den Menschen neben dem Gebet und diversen Opferritualen je nach Tradition verschiedene Möglichkeiten zur Verfügung.
Die Kulthandlungen sind überaus vielfältig; drehen sich jedoch bei allen Ethnien unter anderem
- um Dank und Demut gegenüber der Schöpfung,
- um Vergebung für den notgedrungenen Eingriff des Menschen in den Naturhaushalt und
- um Respekt und Ehrfurcht gegenüber dem Leben, den Ahnen und den Traditionen.

Kultische Handlungen bestehen nahezu überall aus individuellen und kollektiven Ritualen. Letztere finden ihren Ausdruck häufig in Musik (etwa im samischen Joik) und im Tanz. Überdies ist das Ritual des Opferns in irgendeiner Form bei sehr vielen Ethnien bekannt; wenn auch nicht bei allen.
Bei den ethnischen Totenkulten lässt sich zudem feststellen, dass sie im äußeren Ablauf und hinsichtlich ihres Sinngehaltes überall auf der Welt in die drei Stadien: Separation (Loslösung vom Verstorbenen), liminale Phase (eigenschaftsloser Zwischenzustand) und Integration (Wiedergeburt, Aufnahme ins Totenreich, Geistwerdung u. ä.) gegliedert sind. Ziele sind immer das Ausleben der Trauer für den Einzelnen und der Schutz vor Instabilität der Gemeinschaft, die durch den Verlust von Menschen entstehen kann.

## Säkularisierter Opferbegriff
Die Verwendung des Opferbegriffs in der Umgangssprache reflektiert ins alltägliche Bewusstsein eingegangene Vorstellungen, die aus einem religiösen Kontext stammen und durch die Tradition des Christentums und der Aufklärung vermittelt worden sind. Diese Verwendung des Begriffs hebt die Schuldlosigkeit eines Einzelnen in Bezug auf das ihm widerfahrene Leid hervor (Katastrophenopfer, Drogenopfer usw.) oder das Vergehen eines Täters (Opfer im Sinne der Kriminologie) oder gar Leidtragende einer Kollektivschuld (Holocaust, Pogrome, Verfolgungen im Allgemeinen). Aus derselben Tradition hergeleitet – allerdings mit einer starken romantischen Prägung – ist die Verwendung des Begriffs „Opfer“, um Handlungen zu bezeichnen, die ausschließlich zum Wohl anderer oder für das der Allgemeinheit vollzogen werden (… sich opfern für).